# Kirgisistan
Kirgisistan [kɪʁˈɡiːzɪstaːn], auch Kirgistan (kirgisisch Кыргызстан Kyrgysstan, russisch Кыргызстан Kyrgysstan), veraltet Kirgisien; amtlich Kirgisische Republik (kirgisisch Кыргыз Республикасы Kyrgys Respublikassy, russisch Кыргызская Республика Kyrgysskaja Respublika), ist ein Binnenstaat in Zentralasien mit rund 7 Millionen Einwohnern, die mehrheitlich (zu etwa 65 %) muslimische Kirgisen sind.
Kirgisistan ist sehr gebirgig. Das Land grenzt im Norden an Kasachstan, im Osten an China, im Süden an Tadschikistan und im Westen an Usbekistan. Hauptstadt und mit rund einer Million Einwohnern größte Stadt ist Bischkek. Weitere wichtige Städte sind Osch, Dschalal-Abad und Karakol.
Die ehemalige Sowjetrepublik Kirgisistan machte in den 2010er Jahren große Schritte hin zur Demokratie. Seit der Amtsübernahme von Sadyr Dschaparow im Jahr 2020 wird Kirgisistan allerdings wieder autoritär regiert.

## Landesname
Der Name qirqiz oder kyrgyz stammt vermutlich aus dem 8. Jahrhundert n. Chr. Die heutigen Kirgisen stammen ursprünglich aus dem sibirischen Jenissei-Tal, von wo aus sie als Folge der Ausbreitung der Mongolen in das heutige Siedlungsgebiet wanderten. Die Kirgisen glauben, dass ihr Volksname vom Begriff kirkkyz („vierzig“) abstammt und sie selbst Nachfahren von 40 Stämmen seien. Heute lebt ein Großteil der Kirgisen in der nach ihnen benannten Republik, jedoch existieren größere kirgisische Minderheiten auch in der Volksrepublik China, in Afghanistan, Tadschikistan und Usbekistan.
Im Deutschen herrschte seit dem 19. Jahrhundert der Name Kirgisien vor, dem russischen Киргизия/Kirgisija entsprechend. In jüngster Zeit werden die früher selteneren Bezeichnungen Kirgisistan und Kirgistan häufiger verwendet, beide sind Ableitungen vom kirgisischen Landesnamen Кыргызстан (Transliteration: Kyrgyzstan; diese hat sich im englischen Gebrauch auch durchgesetzt). Es handelt sich dabei um eine Bildung mit dem aus dem Persischen stammenden Suffix -(i)stan für „das Land“, wie sie auch bei anderen Staaten der Region geläufig ist. Die amtliche Bezeichnung lautet in Deutschland, Österreich und der Schweiz Kirgisistan.

## Geographie

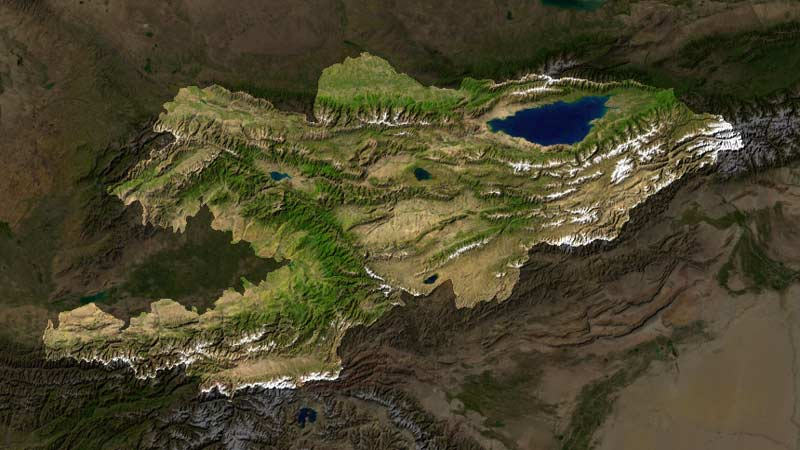
Satellitenbild von Kirgisistan

Der gebirgige Binnenstaat Kirgisistan hat eine Landesfläche von 199.951 km² und etwa 6,5 Millionen Einwohner. Das Land grenzt im Südosten an die Volksrepublik China (Länge der Grenze 1048 km), im Norden an Kasachstan (1113 km), im Südwesten an Tadschikistan (972 km) und im Nordwesten an Usbekistan (1374 km). Das kirgisische Territorium umschließt vier usbekische Enklaven: Soʻx, Shohimardon, Chong-Kara und Jangail sowie die beiden tadschikischen Enklaven Qairaghotsch und Woruch.

### Relief

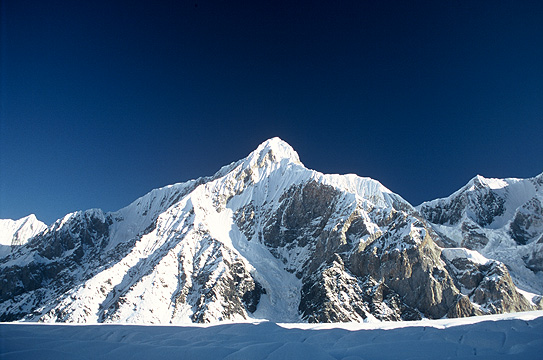
Gorki-Gipfel im Tianshan-Gebirge

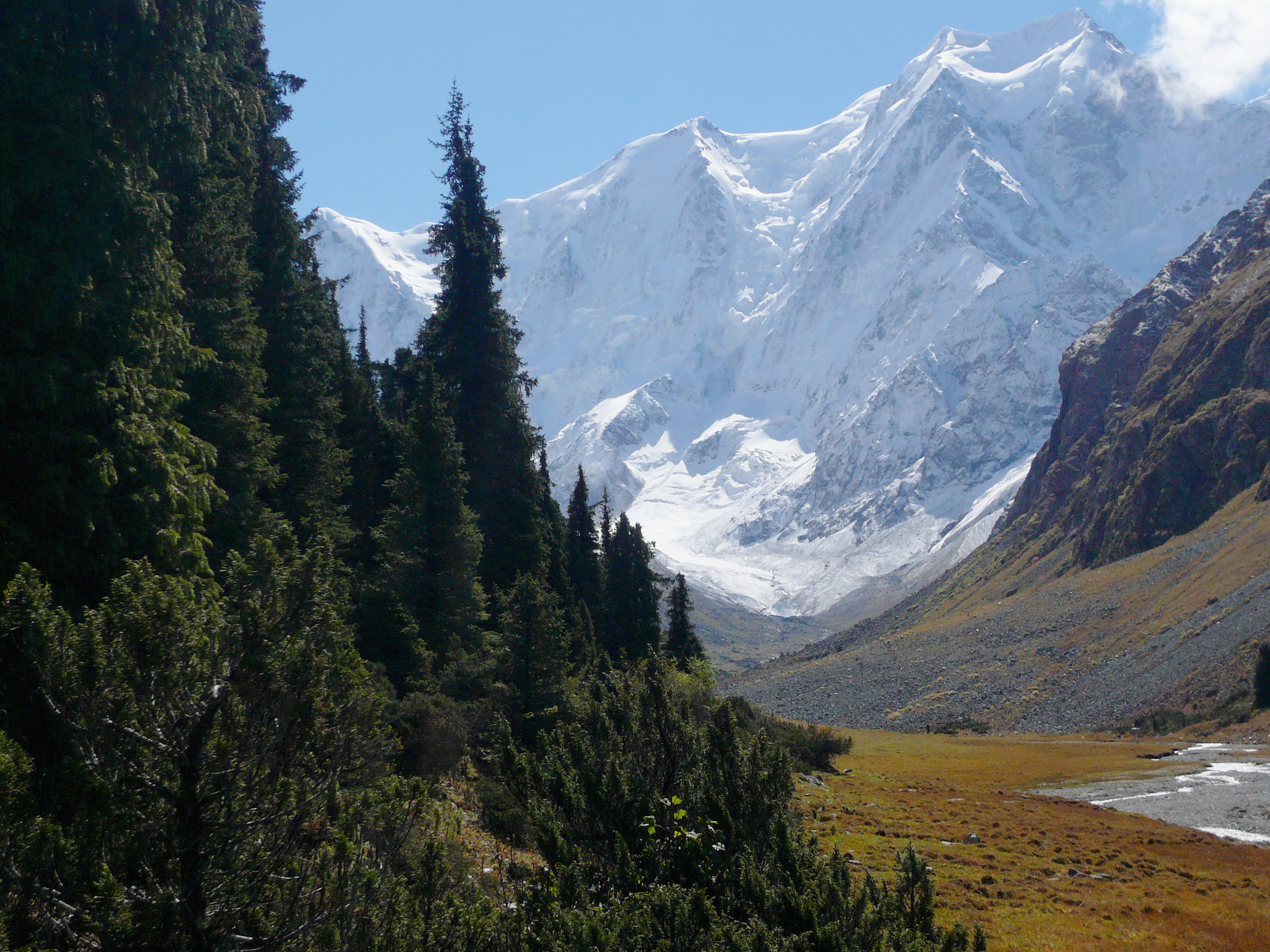
Tianshan-Gebirge

Kirgisistan liegt im Hochgebirge des Tianshans und erreicht mit dem 7439 m hohen Dschengisch Tschokusu die größte Höhe. Über 90 % des Territoriums befinden sich oberhalb von 1500 Metern Seehöhe, 94 % der Landesfläche sind gebirgig, nur auf 20 % der Fläche ist das Betreiben von Landwirtschaft möglich. Geologisch ist der Tianshan ein junges Gebirge (Känozoikum), weshalb die Berge in Kirgisistan dominant und schroff aufragen und Täler sich tief einschneiden. Den südlichen Abschluss des Landes bildet die Gebirgskette des Alai, wo sie in das Pamir-Gebirge übergeht.
Bis in eine Höhe von 1500 m besteht das Land aus Steppe, die allerdings durch weitläufige Bewässerungssysteme urbar gemacht wurde. Ab 1500 m herrschen alpine Wiesen und Weiden vor, die bis an die Schneefelder und Gletscher heranreichen. Die Wälder befinden sich in Höhenlagen von 1500 bis 4000 m ü. NN und beherbergen etwa 120 Baum- und Straucharten. Mit nur 4 % Waldfläche ist Kirgisistan eines der waldärmsten Länder Asiens, jedoch befindet sich im Oblus Dschalal-Abad der größte Walnusswald der Welt.
Siehe auch: Liste der Gebirge in Kirgisistan

### Gewässer und Gletscher
Kirgisistan verfügt über riesige Reserven an Oberflächenwasser. Etwa 30 % der Oberfläche sind von Gletschern oder ewigen Schneefeldern bedeckt. Es gibt mehr als 3000 Flüsse, von denen der größte der Naryn ist. Weitere Flüsse mit einer Länge über 200 km sind der Karadarja, der Tschüi, der Talas, der Sarydschas und der Kysyl-Suu. Die kirgisischen Flüsse führen jährlich etwa 44,5 Kubikkilometer Wasser ab. Sie speisen damit teilweise den großen zentralasiatischen Fluss Syrdarja, andere Flüsse fließen nach Xinjiang oder Tadschikistan ab.
Die Kirgisische Republik war in den 1990ern für wenige Jahre der einzige zentralasiatische Staat, dessen Wasserressourcen vollständig auf seinem eigenen Territorium erzeugt werden. Das Wasser stammt aus den oft stark vergletscherten Gebirgszügen. Der Wasserreichtum ist ein wichtiger Bestandteil für die Landwirtschaft und die Erzeugung von Wasserkraft. Die gebirgige Kirgisische Republik ist ein wichtiges Wasserreservoir für den bewässerten Ackerbau in trockenen Flachlandgebieten. Darüber hinaus birgt die beeindruckende vergletscherte Berglandschaft erhebliches touristisches Potenzial.
Das große Potenzial der Flüsse zur Gewinnung elektrischer Energie ist auch schon gut erschlossen. Allein am Unterlauf des Naryn gibt es sechs Wasserkraftwerke mit Dämmen. Diese wurden bereits vor mehr als dreißig Jahren errichtet, befinden sich jedoch nicht auf modernem Sicherheitsstandard. Das fehlende Geld und die Abwanderung qualifizierter Arbeitskräfte führen zu steigendem Unfallrisiko, vor allem für das dicht besiedelte Ferghanatal, das sich unterhalb mehrerer Talsperren befindet.

### Klima
Das Klima Kirgisistans ist semiarid. Es ist von kurzen, trockenen und kontinentalen heißen Sommern und von langen kalten Wintern geprägt. Der Frühling ist kurz mit viel Regen und gleichzeitig stattfindender Schneeschmelze. Die täglichen Temperaturschwankungen sind erheblich.
Im Süden des Landes werden im Sommer Temperaturen von 45 °C gemessen, während im Winter die Temperaturen auf minus 18 °C fallen können.

### Tiere und Pflanzen

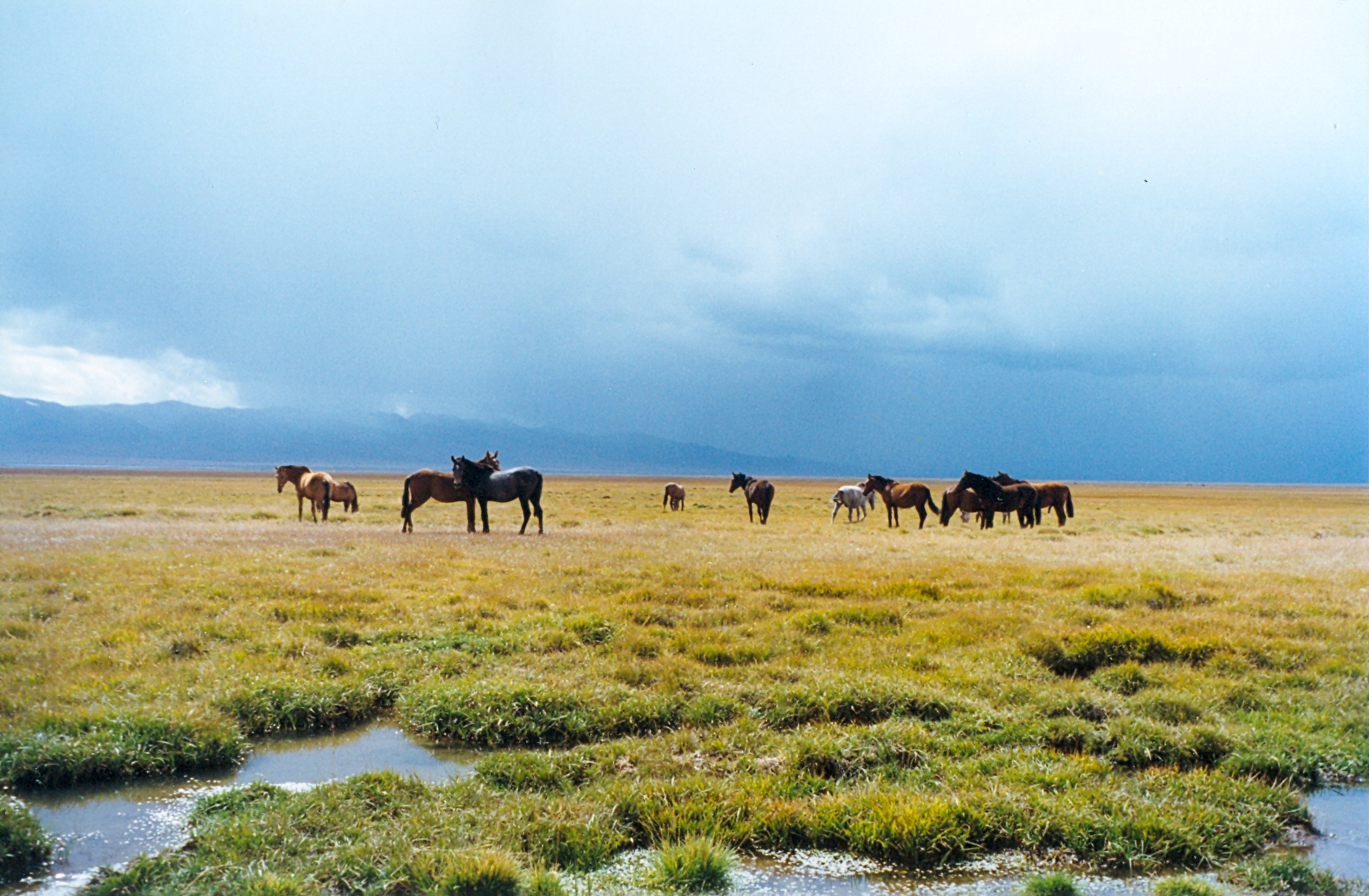
Pferde in der kirgisischen Steppe beim Songköl-See

Trotz seiner geringen Waldbestände beherbergt Kirgisistan die größten Walnusswälder der Welt. In den Wäldern leben Sibirisches Reh, Braunbär, Marder, Wildschwein, Wolf und Luchs. In den Hochlagen gibt es die höchst seltenen Arten Manul, Schneeleopard, Sibirischer Steinbock und Tianshan-Argali. Die Schneeleopardenpopulation brach aufgrund massiver Wilderei in jüngerer Zeit stark ein. Unter anderem durch die vom NABU Kirgisistan, dem Innen- und Umweltministerium eingesetzte Anti-Wilderereinheit BARS gingen die Jagd und der Handel mit geschützten Arten zurück. Drei Murmeltierarten sind in den Hochwiesen weit verbreitet. Seit dem Zusammenbruch der sowjetischen Massenweidetierhaltung nach der Unabhängigkeit nehmen die Wolfbestände wieder zu.
Die Vogelwelt trägt der gebirgigen Lage des Landes Rechnung. Im Land leben Greifvogelarten wie beispielsweise Schwarzmilan, Gänsegeier, Schneegeier und verschiedene Adler- und Falkenarten. Seit Mitte der 1980er Jahre wandert die Hirtenmaina verstärkt aus Süden nach Kirgistan ein. Vogelzug findet sowohl horizontal (von Norden nach Süden) als auch vertikal (von höher gelegenen Berggegenden hinab bzw. hinauf) statt. Der Bienenfresser (Merops apiaster) ist in den Sommermonaten landesweit anzutreffen.
Ein Schutzgebiet, in dem die Hochgebirgsfauna des Landes geschützt wird, ist das Sarychat-Ertash-Naturreservat, das südlich des Issyk-Kul liegt.

### Städte
Im Jahr 2023 lebten 38 Prozent der Einwohner Kirgisistans in Städten. Die größten Städte sind (Schätzung 2021):
1. Bischkek: 1.059.137 Einwohner
2. Osch: 292.806 Einwohner
3. Dschalal-Abad: 112.997 Einwohner
4. Karakol: 81.522 Einwohner
5. Tokmok:  71.443 Einwohner

## Bevölkerung

### Demografie
Kirgisistan hatte 2023 7,1 Millionen Einwohner. Das jährliche Bevölkerungswachstum betrug + 1,8 %. Zum Bevölkerungswachstum trug ein Geburtenüberschuss (Geburtenziffer: 21,5 pro 1000 Einwohner vs. Sterbeziffer: 4,5 pro 1000 Einwohner) bei. Die Anzahl der Geburten pro Frau lag 2022 statistisch bei 2,8, die der Region Europa und Zentralasien betrug 1,7. Die Lebenserwartung der Einwohner Kirgisistans ab der Geburt lag 2022 bei 72 Jahren. Der Median des Alters der Bevölkerung lag im Jahr 2021 bei 23,7 Jahren. Im Jahr 2023 waren 34,3 Prozent der Bevölkerung unter 15 Jahre, während der Anteil der über 64-Jährigen 4,7 Prozent der Bevölkerung betrug.

### Bevölkerungsstruktur
Die Kirgisen (64,9 % der Bevölkerung) werden aufgrund ihrer Sprache den Turkvölkern zugerechnet und bekennen sich überwiegend zum sunnitischen Islam. Außerdem leben Usbeken (13,8 %), Russen (12,5 %), Dunganen (chinesische Muslime, 1,1 %), Uiguren (1,0 %), Ukrainer (1,0 %), Tadschiken (0,9 %), Tataren (0,9 %), Kasachen (0,9 %) und Angehörige weiterer Ethnien wie etwa 57.000 Mescheten im Lande. Anfang der 1990er Jahre lebten noch ca. 100.000 Kirgisistandeutsche (meist Baptisten und Mennoniten) dort; die meisten sind inzwischen nach Deutschland ausgewandert, aber es gibt noch kleine deutsche Gemeinden in Dörfern wie Luxemburg und Rot-Front. 1999 gab es noch etwa 20.000 Deutsche (Bevölkerungsanteil 0,4 %) in Kirgisistan; 2007 wurde ihre Zahl auf rund 12.000 geschätzt.
Die Bevölkerung konzentriert sich vor allem im Tschüital im Norden und dem Ferghanatal im Süden sowie in geringerem Maße in Bergtälern wie dem um den großen See Yssyk-Köl (kirgisisch Ысыккөл).
Viele Kirgisen sind ausgewandert, vor allem nach Russland.

### Sprache
Kirgisistan ist ein offiziell zweisprachiges Land. Staatssprache ist Kirgisisch, Russisch hat seit 2001 wieder den Status einer weiteren offiziellen Sprache. Zuvor war es bereits zu sowjetischen Zeiten Amtssprache, hatte diesen Status aber nach der Unabhängigkeit verloren.
Kirgisisch ist eine Turksprache und mit dem Usbekischen, Kasachischen und entfernter auch mit dem Türkischen und Aserbaidschanischen verwandt. Es ist aufgrund der kulturellen Tradition als Nationalsprache festgelegt und wird von 71 % der Bevölkerung als Muttersprache gesprochen, etwa 4 % sprechen es als Zweitsprache. Daneben nimmt Russisch eine besondere Rolle in Wirtschaft und Kultur ein und dient als Sprache der interethnischen Kommunikation. Viele bekannte Kirgisen, so etwa der Schriftsteller Tschingis Aitmatow, bedienten sich hauptsächlich der russischen Sprache. Nur etwa 9 % der Bevölkerung sprechen Russisch als Muttersprache und weitere 34,5 % als Zweitsprache.
Seit der Unabhängigkeit ist die Bedeutung des Kirgisischen gewachsen. Beide Sprachen, Kirgisisch und Russisch, werden heute in kyrillischer Schrift geschrieben. Während für das Kirgisische bis 1926 noch das arabische Alphabet vorherrschend war, wurde dieses danach kurzzeitig durch das lateinische abgelöst. 1940 erfolgte die Übernahme des bis heute gebräuchlichen kyrillischen Alphabets. Eine Rückkehr zur lateinischen, wie in Usbekistan oder Turkmenistan, oder auch zur arabischen Schrift wurde nach Erlangen der Unabhängigkeit mehrfach diskutiert, jedoch nicht durchgeführt.
Daneben ist in Kirgisistan aufgrund der großen usbekischen Minderheit auch die usbekische Sprache verbreitet, besonders im südlichen Landesteil. Diese besitzt keine offizielle Stellung, auch wenn sie von 14 % als Muttersprache gesprochen wird. Von 1,5 % der Einwohner wird Usbekisch als Zweitsprache gesprochen. Etwa 1 % der Einwohner sprechen Dunganisch.

### Religion
Die ersten bekannten Religionen im Gebiet des heutigen Kirgisistan waren der Zoroastrismus und der Schamanismus, die bis heute Einfluss auf religiöse Traditionen in Kirgisistan haben. Im 7. und 8. Jahrhundert verbreitete sich zudem der Buddhismus vor allem im Norden des heutigen Kirgisistan bei der Bevölkerung in den Tälern der Flüsse Tschüi und Talas. Vereinzelte Überreste einer buddhistischen Kultur in Kirgisistan wie der Wallfahrtsort Tamga Tasch zeugen bis heute von dieser vergleichsweise kurzen Epoche in der kirgisischen Religionsgeschichte, die durch die Islamisierung weitestgehend beendet wurde.

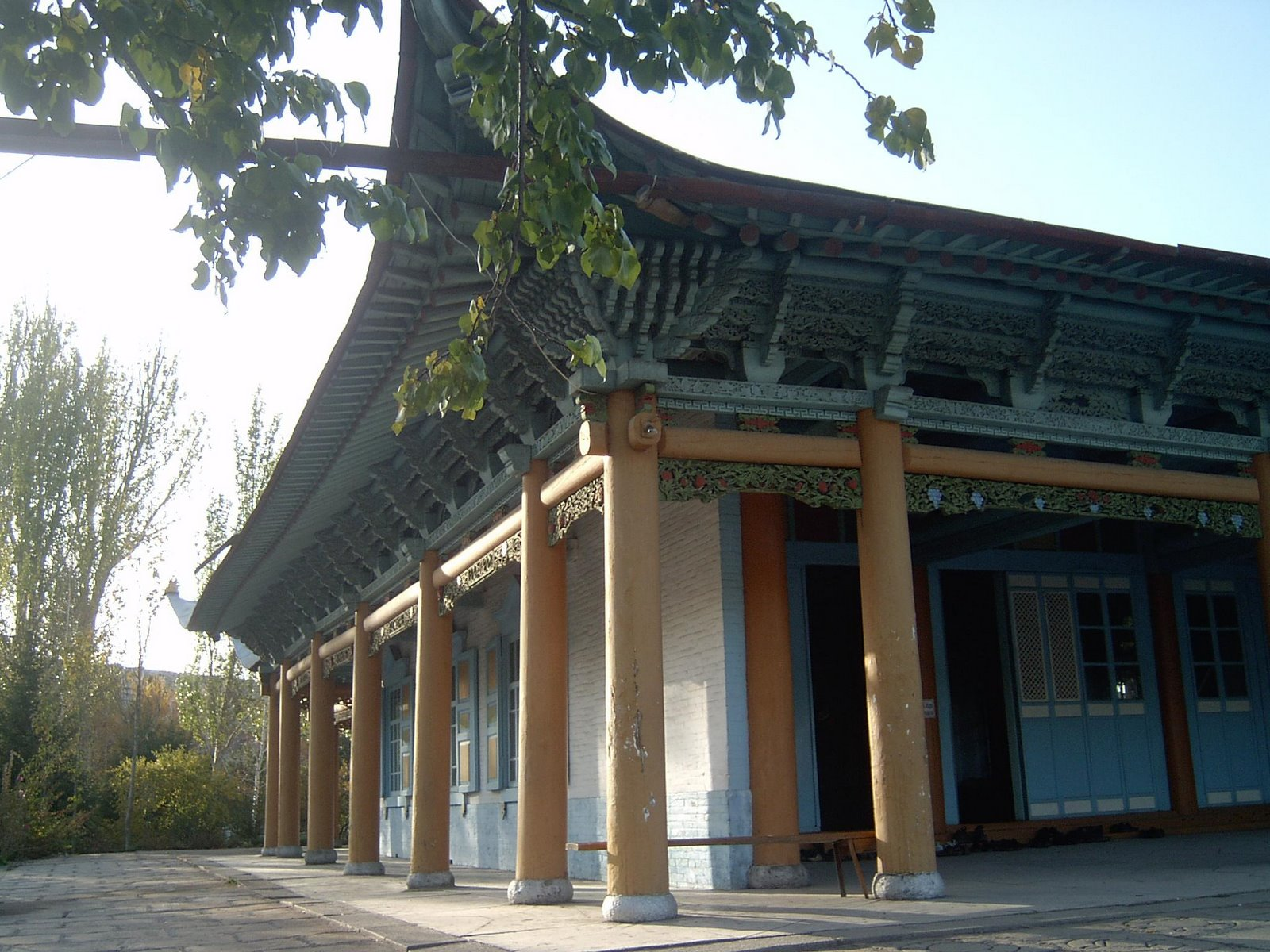
Dunganische Moschee in Karakol

Seit der Islamisierung ab dem 10. Jahrhundert ist Kirgisistan vorwiegend muslimisch geprägt. Die Verbreitung des Islams in Kirgisistan wurde während der Sowjetära durch den staatlich propagierten Atheismus und die strikte staatliche Kontrolle religiöser Bildung und Kultur stark eingeschränkt. Diese Einschränkungen sorgten für eine verstärkte Differenzierung des Islams in Kirgisistan im Vergleich zur Religionsausübung in den übrigen, nicht-sowjetischen Staaten mit sunnitischer Bevölkerungsmehrheit. So kam es zur Bildung eines Volksislams, der religiöse Traditionen aus der präislamischen Zeit mit dem Islam vereinte und zu einem folkloristischen und weniger institutionalisierten Islam führte. Durch die vorsichtige Liberalisierung der Religionspolitik in der Sowjetunion in den 1980er Jahren kam es zu einer Reislamisierung, die sich nach dem Zerfall der Sowjetunion und der Unabhängigkeit Kirgisistans beschleunigte. Diese Entwicklung wurde auch durch Einflüsse aus dem islamischen Ausland angetrieben, wobei insbesondere Investitionen aus Saudi-Arabien und der Türkei für den Bau von Moscheen und islamischen Bildungseinrichtungen prägend waren. In der Verfassung der Kirgisischen Republik von 1993 wurde Kirgisistan als säkularer Staat definiert. Insgesamt zielte die kirgisische Politik nach der Unabhängigkeit auf die Etablierung eines moderaten Islams ab, auch um die Ausbreitung des Wahhabismus und des fundamentalistischen Islamismus zu unterbinden. Das Zentrum des konservativen Islams in Kirgisistan befindet sich im Ferghanatal in der Umgebung von Osch, wo auch islamistische Organisationen wie Hizb ut-Tahrir aktiv sind. Unterschiedliche Quellen beziffern den Anteil der muslimischen Bevölkerung in Kirgisistan auf 75 bis 80 %, dieser gliedert sich wiederum in eine große Mehrheit sunnitischer Muslime der hanafitischen Rechtsschule und wenige Tausend schiitische Muslime. Auch die im Land lebenden Minderheiten der Uiguren, Dunganen und Usbeken sind in der Regel Muslime. Bedeutende Unterschiede innerhalb der muslimischen Bevölkerung in Kirgisistan gibt es in der Auslebung des Islams, wobei der Süden Kirgisistans insgesamt als konservativer und stärker religiös geprägt gilt. Im Norden des Landes ist der Islam als Folge der sowjetischen Religionspolitik kaum in der Öffentlichkeit vertreten, sondern stärker im Privaten verwurzelt. Zudem gibt es im nördlichen Landesteil eine größere russische Minderheit, die mehrheitlich dem Christentum angehört. Diese Verschiedenheit ist ein Symptom der Spaltung Kirgisistans in den landwirtschaftlich geprägten, konservativeren und religiöseren Süden und den russisch geprägten, wirtschaftlich stärkeren und weniger religiösen Norden.

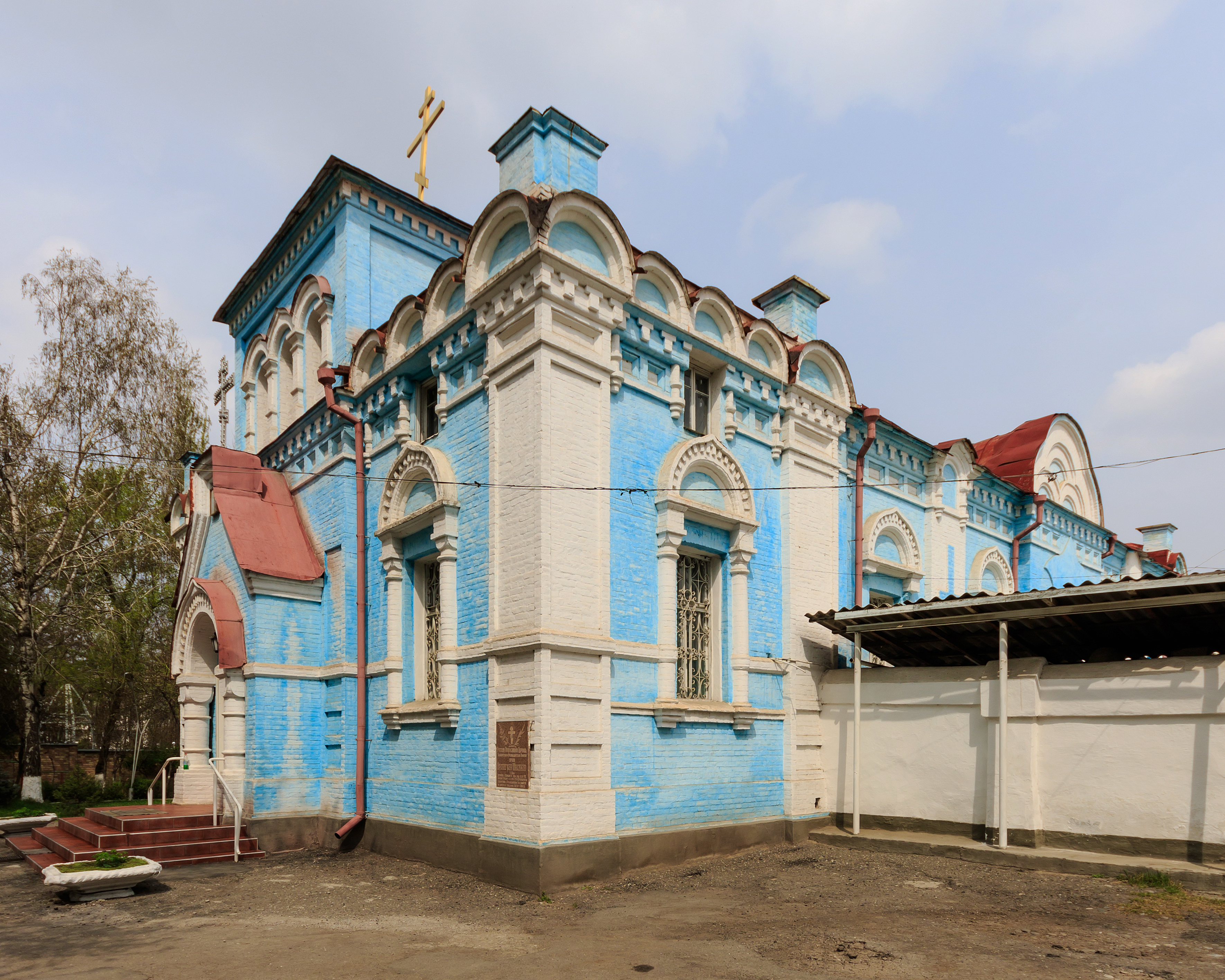
Russisch-orthodoxe Kirche St. Michael in Osch

Die zweitstärkste religiöse Gruppe ist das Christentum, mit einem Anteil von 20 % der Bevölkerung bilden Angehörige der Russisch-Orthodoxen Kirche dabei die größte christliche Religionsgemeinschaft. Auch andere christliche Religionsgemeinschaften wie die Zeugen Jehovas, die Nestorianer und das Mormonentum konnten in den letzten Jahren eine gewisse Verbreitung in Kirgisistan erreichen. Die Angehörigen der deutschen Minderheit sind teils Katholiken, teils Lutheraner. Weitaus kleinere Minderheiten bilden bucharische Juden und Buddhisten.

### Gesundheit
Die Gesundheitsausgaben des Landes betrugen im Jahr 2021 5,4 % des Bruttoinlandsprodukts. Im Jahr 2019 praktizierten in Kirgisistan 21,7 Ärztinnen und Ärzte je 10.000 Einwohner. Die Sterblichkeit bei unter 5-jährigen betrug 2022 17,3 pro 1000 Lebendgeburten. Die Lebenserwartung der Einwohner Kirgisistans ab der Geburt lag 2022 bei 72 Jahren (Frauen: 76,3, Männer: 68). Die Lebenserwartung stieg von 68,6 Jahren im Jahr 2000 bis 2022 um 5 %.

## Geschichte

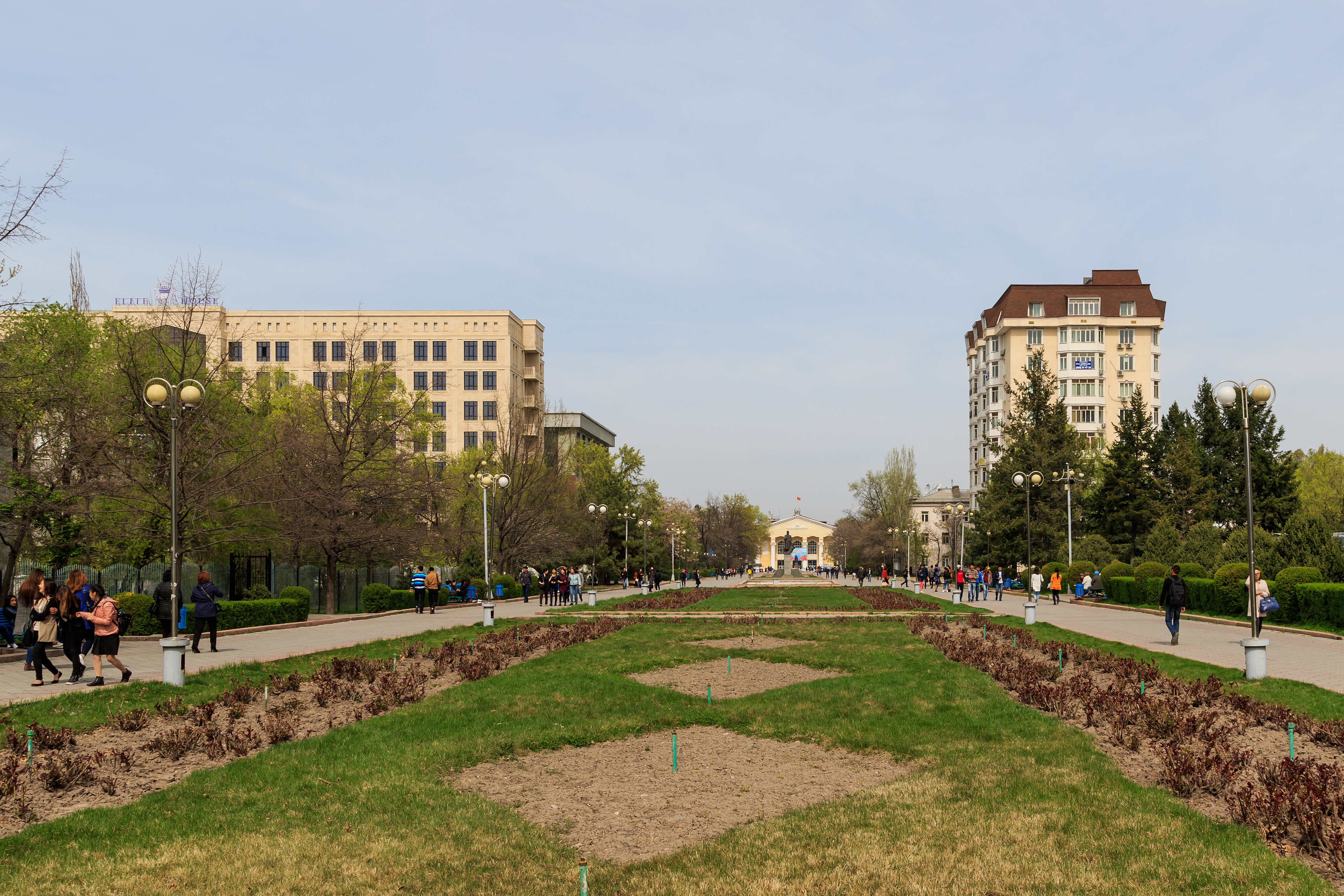
In der Hauptstadt Bischkek

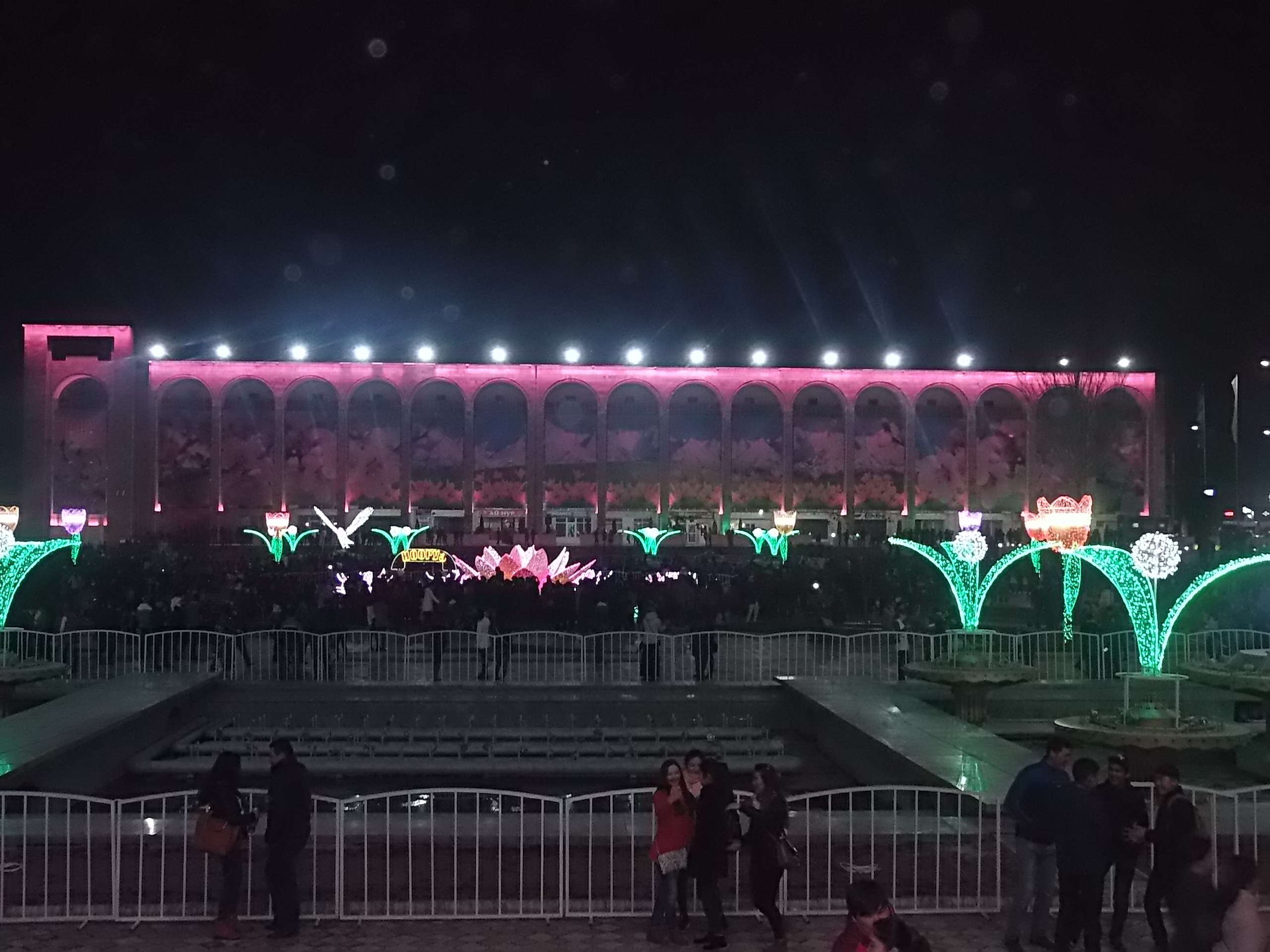
Der Ala-Too-Platz in Bischkek

Flagge der Kirgisischen SSR (1936–1991)

### Mittelalter und Neuzeit
Das Gebiet des heutigen Kirgisistan wurde seit dem 8. Jahrhundert von verschiedenen Volksstämmen bevölkert, über deren Sprache nichts Genaues bekannt ist. Vermutlich war ein Teil dieser Stämme turksprachig. Ab 1219 gehörte es zum Mongolenreich Dschingis Khans, nach dessen Tod zum Erbe Tschagatais, eines Sohnes von Dschingis Khan. Das Gebiet blieb lange mongolisch, bis es im 18. Jahrhundert gelang, gemeinsam mit dem Khanat von Kokand weitere Expansionen des Dsungarischen Khanats und der Qing-Dynastie zu verhindern. Zu Beginn des 19. Jahrhunderts wurde das gesamte Territorium des modernen Kirgisistan Teil des Khanats von Kokand.
In der zweiten Hälfte des 19. Jahrhunderts eroberte das Russische Kaiserreich schrittweise das Land. Die russische Dominanz in Kirgisistan dauerte schließlich von 1876 bis zum Zusammenbruch der Sowjetunion 1991 an.
Aktives und passives Frauenwahlrecht wurden im Juni 1918 eingeführt.

### Staatliche Unabhängigkeit 1991
Am 31. August 1991 erklärte Kirgisistan seine Unabhängigkeit. Erster Präsident wurde Askar Akajew, der seit 1990 Staatspräsident der Kirgisischen SSR war und bei der Präsidentschaftswahl in Kirgisistan 1991 zum Präsidenten des unabhängigen Kirgisistans gewählt wurde.
In den ersten Jahren der Unabhängigkeit tat sich Kirgisistan als „Insel der Demokratie“ unter den Nachfolgerepubliken der Sowjetunion hervor. Scharipa Sadybakassowa wurde 1995 als erste Frau nach der Unabhängigkeit ins Unterhaus des nationalen Parlaments gewählt, im selben Jahr vier Frauen ins Oberhaus.
Der Regierungsstil Akajews wurde ab Ende der 1990er Jahre zunehmend autoritär. Nach der Präsidentschaftswahl in Kirgisistan 1995 wurde durch Referenden zur Verfassungsänderung im Februar 1996 und vor allem im Oktober 1998 die ohnehin starke Stellung des Präsidenten zu Lasten des Parlaments weiter ausgebaut und der Trend zur autoritären Präsidialdemokratie bestätigt. Der Präsident wurde bei der Wahl im Jahr 2000 erneut wiedergewählt, diesmal mit mehr Macht. Ein Verfassungsreferendum im Februar 2003 änderte daran wenig. In der Folge kam es häufiger zu Unruhen, in denen sich der ärmere Süden gegen den reicheren Norden erhob.

### Tulpenrevolution 2005
Höhepunkt dieser Unruhen war die „Tulpenrevolution“ nach der Parlamentswahl vom Februar 2005. Sie führte zum Sturz von Präsident Akajew.
Aus der „Tulpenrevolution“ gingen der frühere Premierminister Kurmanbek Bakijew nach der Präsidentschaftswahl in Kirgisistan 2005 als neuer Staatspräsident und der ehemalige Oberbürgermeister von Bischkek Felix Kulow als Regierungschef hervor. Das Tandem hielt jedoch nicht lange, und Kulow ging – Anfang 2007 – in die Opposition. Präsident Bakijew ließ am 21. Oktober 2007 ein erneutes Verfassungsreferendum durchführen. Durch die Verfassungsänderungen – die nach offiziellen Angaben von 75 % der Abstimmenden angenommen wurden – stärkte der Präsident seine Position beim Besetzen von Regierungsposten und beim Auflösen des Parlaments. Nach Annahme der Verfassungsänderungen löste Bakijew das Parlament und die Regierung von Premierminister Almasbek Atambajew auf.

### Unruhen und Umsturz 2010
Im April 2010 kam es wegen der Unzufriedenheit in der Bevölkerung zu Demonstrationen, die zunehmend gewalttätiger wurden und schließlich zu einem Regierungswechsel führten. Präsident Bakijew flüchtete am 15. April nach Kasachstan. An seine Stelle trat eine Übergangsregierung unter Ex-Außenministerin Rosa Otunbajewa. Sie legte eine Verfassungsänderung vor, um das Präsidialsystem abzuschaffen. Im Verfassungsreferendum vom 27. Juni 2010 stimmten die Bürger dieser Änderung zu. Sie schuf damit die Grundlage, als erster Staat Zentralasiens zu einer parlamentarischen Republik zu werden. Diese Schritte wurden jedoch in einem weiteren Verfassungsreferendum 2021 wieder rückgängig gemacht.
In den Wochen zuvor war es im Süden Kirgisistans zu schweren Unruhen zwischen Kirgisen und Usbeken gekommen. Es gab hunderte Tote und Zehn- oder Hunderttausende flüchteten, zumindest kurzzeitig. Die Übergangsregierung warf den Anhängern des gestürzten Präsidenten Bakijew vor, die Spannungen zwischen den beiden Ethnien zu instrumentalisieren, um das Verfassungsreferendum zu verhindern. Rechtzeitig vor der Abstimmung beruhigte sich die Lage wieder.

### Naturkatastrophen
Der Tianshan ist ein tektonisch aktives Gebirge, weshalb Erdbeben häufig vorkommen. Das gesamte Land und die gesamte Bevölkerung sind einem mittleren bis hohen Erdbebenrisiko ausgesetzt. Verbunden mit der geringen wirtschaftlichen Kraft des Landes bedeutet dies eine große Verwundbarkeit für die Bevölkerung. Kirgisistan war von schweren Erdbeben in den Jahren 1885 (Epizentrum: Bjelowodsk, führte zur Aufgabe von Pischpek und Neugründung von Bischkek), 1907 (Epizentrum: Karatag), 1948, 1949 (Epizentrum: Hait), 2008 (72 Todesopfer) und 2011 (Epizentrum: Ferganatal, mindestens 13 Tote) betroffen.
Durch die große Reliefenergie, die starke Seismizität, das Klima, die Böden und den vom Menschen verursachten Landnutzungswandel treten immer wieder schwere Massenbewegungen mit zahlreichen Todesopfern auf. Häufig sind nach Erdbeben die meisten Todesopfer nicht durch das Beben, sondern die nachfolgenden Schlamm- oder Gerölllawinen zu beklagen. Diese natürlichen Gefahren werden von schlecht gesicherten Lagerstätten von radioaktivem oder giftigem Abraum aus dem Bergbau noch verstärkt. Hiervon sind vor allem das Mailuusuu-Tal und das Einzugsgebiet des Syrdarja betroffen. In den Gebirgen Kirgisistans gibt es ca. 2200 Gletscher, die im Zuge der globalen Erwärmung ebenfalls im Rückzug begriffen sind. Immer häufiger stellen durch den Gletscherrückgang gebildete Gletscherseen eine Gefahr dar, da sie hoch oben im Gebirge gebildet werden und bei zunehmender Wasserhöhe ausbrechen und damit ganze Täler überfluten können.
Naturkatastrophen kosten Kirgisistan im Jahresdurchschnitt 0,53 % des Bruttoinlandsproduktes.

## Politik

### Politisches System
Das politische System Kirgisistans ist republikanisch und semi-präsidial mit schwankender Stärke der Rolle des Präsidenten. Durch eine Reform der Verfassung im Jahr 2010 wandelte sich das System hin zu einem parlamentarischen System, durch erneute Verfassungsänderungen (zuletzt 2021) wurde die Macht der Exekutive und des Präsidenten erneut zuungunsten des Parlamentes verschoben.

#### Verfassung
Die Verfassung von 1993 war an westlichen Vorbildern orientiert und sah ein gewaltenteilendes Regierungssystem mit einer starken Stellung des Staatspräsidenten sowie einer weiten Palette an Grundrechten vor.
Am 27. Juni 2010 stimmte die Bevölkerung Kirgisistans über eine neue Verfassung ab. Das von der Übergangsregierung ausgearbeitete Grundgesetz sieht eine Parlamentarische Republik nach deutschem Vorbild vor. Nach Angaben der Wahlkommission haben sich mehr als 90 % der Abstimmungsteilnehmer für die Verfassungsänderungen ausgesprochen.
Durch das Verfassungsreferendum am 11. April 2021 wurde das kirgisische Regierungssystem erneut zu einem Präsidialsystem.

#### Legislative
Die Legislative liegt beim Einkammerparlament (Dschogorku Kengesch). Dieses besteht aus 120 Abgeordneten. Um den Einzug ins Parlament zu schaffen, muss eine Partei
1. 5 % der Stimmen erzielen (bezogen auf die Gesamtzahl der Wahlberechtigten landesweit) und
2. in jedem der sieben Gebiete und in den Städten Bischkek und Osch mindestens 0,5 % der Stimmen erreichen (bezogen auf die Gesamtzahl der Wahlberechtigten in jedem Gebiet).[63]

Nach dem Wahlgesetz haben alle kirgisischen Staatsangehörigen ungeachtet ihrer Herkunft, Rasse, Ethnie, religiösen oder politischen Überzeugung und ihres Geschlechts ab 18 Jahren das Recht zu wählen und können ab 25 Jahren selbst gewählt werden. Die Abgeordneten werden ausschließlich über Parteilisten und für fünf Jahre gewählt; die Möglichkeit von Einzelkandidaturen wurde im Jahr 2007 gestrichen.

#### Exekutive und Parteien
An der Parlamentswahl 2010 nahmen 29 Parteien teil, von denen fünf in das Parlament einzogen: Die nationalkonservative Ata-Schurt, die sozialdemokratische SDPK, die pro-russische Ar-Namys, die wirtschaftsliberale Respublika und die sozialistische Ata Meken. Nachdem eine Koalition aus SDPK, Respublika und Ata Meken nach wenigen Tagen gescheitert war, bildete sich Anfang Dezember 2010 eine Dreierkoalition aus SDPK, Respublika und Ata-Schurt. Achmatbek Keldibekow, der Parteichef von Ata-Schurt, wurde Parlamentspräsident, und der SDPK-Vorsitzende Almasbek Atambajew wurde Regierungschef.
Im Oktober 2020 verstärkte sich der interne Machtkampf, in dessen Verlauf Staatspräsident Sooronbai Dscheenbekow die Regierung entließ, nachdem Ministerpräsident Kubatbek Boronow seinen Rücktritt erklärt hatte. Oppositionsgruppen forderten Neuwahlen und den Rücktritt des Staatspräsidenten. Nach der Parlamentswahl begannen Massenproteste (siehe Proteste in Kirgisistan 2020), in deren Folge Dscheenbekow abgesetzt und die Wahlergebnisse annulliert wurden. Sadyr Dschaparow übernahm erst kommissarisch, später, nach der Präsidentschaftswahl, auch offiziell das Amt.

### Politische Indizes
| Name des Index                     | Indexwert    | Weltweiter Rang | Interpretationshilfe | Jahr |
| ---------------------------------- | ------------ | --------------- | --- | ---- |
| Fragile States Index               | 74,9 von 120 | 65 von 179      | Stabilität des Landes: erhöhte Warnung 0 = sehr nachhaltig / 120 = sehr alarmierend Rang: 1 = fragilstes Land / 179 = stabilstes Land | 2024 |
| Demokratieindex                    | 3,52 von 10  | 111 von 167     | Autoritäres Regime 0 = autoritäres Regime / 10 = vollständige Demokratie                                                              | 2024 |
| Freedom in the World Index         | 27 von 100   | —               | Freiheitsstatus: unfrei 0 = unfrei / 100 = frei                                                                                       | 2024 |
| Rangliste der Pressefreiheit       | 49,1 von 100 | 120 von 180     | Schwierige Lage für die Pressefreiheit 100 = gute Lage / 0 = sehr ernste Lage                                                         | 2024 |
| Korruptionswahrnehmungsindex (CPI) | 25 von 100   | 146 von 181     | 0 = sehr korrupt / 100 = sehr sauber                                                                                                  | 2024 |

### Verwaltungsgliederung
Kirgisistan ist in sieben Gebiete (kirgis. облус/oblus, pl. облустор/oblustor; russ. область/oblast) sowie die zwei zu keinem Gebiet gehörenden Städte (шаар/schaar, dt. Stadt) Bischkek und Osch gegliedert. Die Gebiete sind wiederum in 40 Rajons (район/rajon, pl. райондор/rajondor) unterteilt. Die Stadt Bischkek ist in vier Rajons unterteilt. Die Rajons wiederum sind in insgesamt 473 Landgemeinden (айыл өкмөтү / ajyl ökmötü, dt. Dorfregierung) und 22 Städte untergliedert.
| Oblus               | Verwaltungssitz | Fläche in km² | Einwohner | Bezirke | kirgisische Bezeichnung | russische Bezeichnung   |
| ------------------- | --------------- | ------------- | --------- | ------- | ----------------------- | ----------------------- |
| Stadt Bischkek      | Bischkek        | 169,9         | 874.400   | 4       | Бишкек шаары            | город Бишкек            |
| Stadt Osch          | Osch            | 18,5          | 255.800   | 1       | Ош шаары                | город Ош                |
| Oblus Batken        | Batken          | 16.995,0      | 428.800   | 3       | Баткен облусу           | Баткенская область      |
| Oblus Tschüi        | Bischkek        | 19.895,0      | 803.230   | 8       | Чүй облусу              | Чуйская область         |
| Oblus Dschalal-Abad | Dschalal-Abad   | 32.418,0      | 1.009.889 | 8       | Жалалабат облусу        | Джалал-Абадская область |
| Oblus Naryn         | Naryn           | 45.200,0      | 245.266   | 5       | Нарын облусу            | Нарынская область       |
| Oblus Osch          | Osch            | 29.200,0      | 1.130.900 | 7       | Ош облусу               | Ошская область          |
| Oblus Talas         | Talas           | 11.400,0      | 219.000   | 4       | Талас облусу            | Таласская область       |
| Oblus Yssyk-Köl     | Karakol         | 43.144,0      | 437.200   | 5       | Ысыккөл облусу          | Иссык-Кульская область  |

### Menschenrechte
Kirgisistan ist den wichtigsten Menschenrechtsabkommen beigetreten und garantiert die Grundrechte in der Verfassung. Nach Einschätzung des deutschen Auswärtigen Amtes (Stand 2012) ist die Durchsetzung der Menschenrechte allerdings in der Praxis durch mangelnde rechtsstaatliche Tradition und eine fehlende unabhängige Justiz erschwert. Die Opposition klagte zunehmend über die Einschränkung der Pressefreiheit und Meinungsfreiheit, über Einschüchterung von Regierungskritikern und Vetternwirtschaft seit 2008. Noch im Juli 2008 hatten Menschenrechtsaktivisten beim Verfassungsgericht einen Sieg errungen, als dieses einer Klage gegen die Verschärfung des Demonstrationsrechts in Bischkek stattgab. Die EU und Kirgisistan haben seit Oktober 2008 vier Runden des vereinbarten regelmäßigen Menschenrechtsdialogs abgehalten, die letzte am 19. September 2012 in Brüssel.
Die Zustände auf Polizeistationen, in der Untersuchungshaft und in Gefängnissen sind nach Einschätzung des deutschen Auswärtigen Amtes (Stand 2012) in vielen Fällen menschenunwürdig. In der Praxis seien Misshandlungen weiterhin verbreitet. Auch kommt es zu ungerechtfertigten Straßenkontrollen, bei denen häufig Schmiergeld an die Polizei gezahlt werden muss.
In Bezug auf Folter und Misshandlungen meldete auch der UN-Ausschuss gegen Folter gravierende Verstöße. Im Dezember 2013 veröffentlichten Bericht äußerte man sich besorgt über die „anhaltende und weitverbreitete Folter und Misshandlung festgehaltener Personen, insbesondere im Polizeigewahrsam, um Geständnisse zu erzwingen“. Im April 2014 kam der UN-Ausschuss für Menschenrechte zusammen mit dem Antifoltergremium zu dem Ergebnis, dass die schwerwiegenden Menschenrechtsverletzungen von kirgisischen Sicherheitsbehörden nicht konsequent und unvoreingenommen aufgeklärt werden und dass die verantwortlichen Täter meist straffrei bleiben.
Die Todesstrafe ist seit 1998 nicht mehr vollstreckt worden. Am 27. Juni 2007 wurde sie per Gesetz in Friedenszeiten endgültig abgeschafft und durch lebenslange Haft ersetzt.

### Außenpolitik
Nach dem 11. September 2001 wurden auf einem Stützpunkt nahe Manas, dem Flughafen von Bischkek, 5000 Soldaten der USA stationiert. Nach stärkeren Unruhen im Land wurde 2002 bei Kant wieder eine Truppenbasis der Streitkräfte Russlands eingerichtet, die auch nach der Errichtung der US-Truppenpräsenz die wichtigste Rolle als Ordnungsmacht im östlichen Zentralasien spielt. Ankündigungen, den US-Stützpunkt Manas Mitte 2009 zu schließen, wurden zurückgenommen, nachdem die USA höhere Finanzhilfen zusagten. Nach wiederholtem Druck Russlands auf die Regierung, die Genehmigung für die Nutzung der Basis auslaufen zu lassen, verließen im Juni 2014 die letzten US-Soldaten den Stützpunkt, was angesichts der laufenden Ukraine-Krise von kirgisischen Oppositionellen bedauert wurde.
Seit Dezember 2015 zeichnet sich eine bemerkbare Abkühlung in den kirgisisch-russischen Beziehungen ab. Auslöser dieser Tendenz sind die ausbleibenden Investitionen aus Russland für den vertraglich geplanten Aufbau von Staudämmen auf dem Fluss Naryn, die die kirgisische Regierung seit Jahren als ökonomisches Vorzeigeprojekt forciert. Die zögerliche Haltung der russischen Seite in dieser Frage hat Präsident Almasbek Atambajew auf einer Pressekonferenz anlässlich des Siegestages über Nazi-Deutschland am 9. Mai 2016 angeprangert. Zudem beschwerte er sich offen über die wachsende Fremdenfeindlichkeit in Russland. Auch zeigte er sich enttäuscht über die mangelnden Vorzüge der Eurasischen Union für sein Land.
Ein bestimmendes Thema der kirgisischen Außenpolitik ist zudem das Verhältnis zum südwestlichen Nachbarland Tadschikistan. Ungeklärte Grenzfragen sind der Grund für den seit Jahren in unterschiedlicher Intensität andauernden kirgisisch-tadschikischen Grenzkonflikt, der ein wichtiges Thema kirgisischer Diplomatie darstellt.
Im Jahr 2010 haben sich aufgrund von Auseinandersetzungen zwischen Kirgisen und Usbeken im Ferganatal, bei denen hunderte Menschen getötet und zehntausende vertrieben wurden, und des Machtwechsels in Kirgisistan die Beziehungen zum Nachbarland Usbekistan verschlechtert. Auch die Grenzstreitigkeiten um den Berg Ungar-Too sorgten für eine angespannte Beziehung. Nach dem Amtsantritt Sadyr Dschaparows haben sich die Beziehungen allerdings wieder verbessert.
Kirgisistan ist Mitglied der Gemeinschaft unabhängiger Staaten (GUS), der Shanghaier Organisation für Zusammenarbeit (SCO), der Organisation des Vertrags über kollektive Sicherheit (OVKS), der Eurasischen Wirtschaftsunion (EAWU), der Economic Cooperation Organization (ECO), der Organisation für Sicherheit und Zusammenarbeit in Europa (OSZE), der Organisation der Islamischen Konferenz (OIC) und des Zentralasien-Gipfels der Türkischen Republiken (OATCT). Als einer von sechs unabhängigen Turkstaaten ist das Land außerdem Mitglied des Türkischen Rates sowie der TÜRKSOY-Gemeinschaft.
Seit 2003 unterstützt die Weltbank die ländlichen Gemeinden bei der Erstellung und Durchführung ihrer eigenen örtlichen Investitionspläne, und ein deutsches Projekt, von der KfW finanziert, hat sich 2005 ebenfalls an dieser Aufgabe beteiligt.
Beziehung zu Kasachstan
Seit der Unabhängigkeit 1991 pflegte Kirgisistan gutnachbarschaftliche Beziehungen zu seinem nördlichen Nachbarn Kasachstan. Das Verhältnis verschlechterte sich allerdings mit der Revolution in Kirgisistan im Jahr 2010 massiv, als die kasachische Seite die gemeinsame Grenze geschlossen hatte. Dieser Schritt wurde in Bischkek als von Astana betriebene Blockade, welche die sozioökonomische Lage innerhalb des Landes verschlimmert hätte, eingestuft. Die kirgisischen Offiziellen warfen der kasachischen Führung außerdem vor, die Flucht des im Zuge der Revolution gestürzten Präsidenten Kurmanbek Bakijew organisiert zu haben. Mehrere weitere Streitpunkte, wie etwa das in Kasachstan hergestellte Tuberkulosemedikament FS-1, durch dessen Anwendung zwei kirgisische Staatsbürger gestorben sein sollen, oder die Erhöhung der Internetpreise in Kirgistan durch kasachische Internetprovider etc. belasteten in den Folgejahren die beiderseitige Beziehungen zusehends.
2017 erreichten die Spannungen eine neue Eskalationsstufe, nachdem der scheidende kirgisische Präsident Almasbek Atambajew seinem kasachischen Amtskollegen Nursultan Nasarbajew vorwarf, sich in den laufenden kirgisischen Präsidentschaftswahlkampf einzumischen. Auslöser war Nasarbajews angebliche Äußerung, wonach Kirgisistan eine junge Regierung brauche. Atambajew erwiderte: „Der älteste Präsidentschaftskandidat in Kirgisistan ist 20 Jahre jünger als Nasarbajew. Ich selbst bin 16 Jahre jünger. Wer braucht nun einen jüngeren Präsidenten: Wir oder Kasachstan?“ Das angespannte politische Klima führte zu verschärften Kontrollen an der Grenze zwischen beiden Ländern. Da Kirgisistan gerade wirtschaftlich von Kasachstan abhängig ist, kündigte die Regierung an, in der Zukunft mit Tadschikistan und China enger kooperieren zu wollen, um neue Märkte und Lieferrouten für die kirgisische Ökonomie zu erschließen.
Bei den Unruhen in Kasachstan 2022 wurden auch kirgisische Truppen nach Kasachstan entsendet, um die dortige Regierung zu unterstützen. Dies wurde von vielen Kirgisen negativ aufgenommen. Sie waren um die Beziehung zwischen den beiden Nationen besorgt, Proteste fanden statt und Petitionen wurden unterschrieben.

### Militär
Kirgistan verfügt über 10.900 Soldaten in Heer und Luftwaffe. Weiterhin gibt es eine Nationalgarde.
Russland unterhält in Kant den 999. Luftwaffenstützpunkt der 5. Luftarmee.

## Wirtschaft
Das 1991 unabhängig gewordene Land übernahm eine vollkommen auf den Markt der Sowjetunion ausgerichtete Wirtschaftsstruktur. Die Restrukturierung derselben und die Privatisierung der Betriebe wurden zwar in Angriff genommen, auch mit Hilfe internationaler Organisationen wie des IWF und der Weltbank, gerieten aber immer wieder wegen Korruption, politischer Opposition und mangelnden Investoreninteresses ins Stocken. Dennoch bekam die Regierung ein ökonomisches Grundproblem postsowjetischer Staaten, hohe öffentliche Ausgaben bei gleichzeitigem Einbruch der Staatseinnahmen, relativ gut in den Griff. Das Haushaltsdefizit nahm im Laufe der 1990er Jahre stetig ab, sodass 2001 sogar ein kleiner Überschuss vermeldet werden konnte. Die Haushaltsplanung aber blieb problematisch. Naturkatastrophen in den darauffolgenden Jahren erhöhten die öffentlichen Ausgaben und sorgten für ein Haushaltsdefizit 2002 und 2003. Ein großer Schwarzmarkt (geschätzte 40–50 % des Bruttoinlandsproduktes), korrupte und inkonsequente Steuereintreibung und niedrige Steuersätze sorgen für beschränkte Haushaltsmittel; Maßnahmen wie eine Erhöhung der Mehrwertsteuer im Jahr 2004 auf 20 % wurden ergriffen. Kirgisistan ist der zweitärmste Staat – nach Tadschikistan – Zentralasiens.
Eine strenge Währungspolitik konnte die Inflation von über 700 % (1993) und 200 % (1994) auf Werte um 4 % im Jahre 2006 drücken. Dennoch ist die Armut nicht zurückgegangen. Laut der Asian Development Bank leben 25,4 % (2016) der Bevölkerung unter der Armutsgrenze. Im Jahr 2008 stieg die Inflation wieder auf 25 %. 2016 lag sie nur noch bei 0,4 %. Die Arbeitslosenquote wird 2017 mit 7,4 % angegeben.
Ein wichtiger wirtschaftlicher Faktor sind auch die im Ausland – vor allem in Russland, aber auch in Kasachstan – arbeitenden Kirgisen. Laut Schätzungen haben (vor der globalen Wirtschaftskrise ab 2008) zwischen 500.000 und 800.000 Gastarbeiter Zahlungen nach Kirgisistan überwiesen, die rund 25 % des BIP ausmachten.
Kirgisistan ist seit dem 15. August 2015 Mitglied in der Eurasischen Wirtschaftsunion. Außerdem führt das Land eine Wertpapierbörse mit der Bezeichnung Kirgisische Börse.
| Jahr                                    | 2010   | 2015  | 2016  | 2017  | 2018  | 2019  | 2020   | 2021   | 2022   | 2023   |
| --------------------------------------- | ------ | ----- | ----- | ----- | ----- | ----- | ------ | ------ | ------ | ------ |
| BIP in Mrd. USD (Kaufkraftparität)      | 20,2   | 27,8  | 29,3  | 31,2  | 30,8  | 35,0  | 34,8   | 39,3   | 45,9   | 50,5   |
| BIP pro Kopf in USD (Kaufkraftparität)  | 3.727  | 4.719 | 4.868 | 5.088 | 4.921 | 5.471 | 5.345  | 5.906  | 6.752  | 7.279  |
| BIP-Wachstum (real)                     | −0,5 % | 3,9 % | 4,3 % | 4,7 % | 3,5 % | 4,6 % | −7,1 % | 5,5 %  | 9,0 %  | 6,2 %  |
| Inflation (in Prozent)                  | 8,0 %  | 6,5 % | 0,4 % | 3,2 % | 1,5 % | 1,1 % | 6,3 %  | 11,9 % | 13,9 % | 10,8 % |
| Staatsverschuldung (in Prozent des BIP) | 60 %   | 67 %  | 59 %  | 59 %  | 55 %  | 49 %  | 64 %   | 56 %   | 47 %   | 45 %   |

### Regionale Disparitäten
Während zu Sowjetzeiten im Norden moderne urbane Zentren gegründet wurden, blieb der Süden mit seiner großen usbekischen Minderheit ländlicher geprägt. Ethnische Konflikte im Süden sowie eine Unterrepräsentanz des Südens in der kirgisischen Politik bergen weiter ein Spannungspotenzial. Diesem wird mit präsidialer Kontrolle über die Provinzgouverneure einerseits sowie Investitionsprogrammen für den Süden andererseits zu begegnen versucht.

### Landwirtschaft

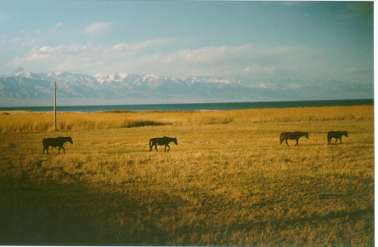
Kirgisische Hochweide mit dem Tianshan-Gebirge im Hintergrund

Mit 35 % des BIP ist die Landwirtschaft die Basis kirgisischer Wirtschaft. 75 % des Ackerlandes wurden an die ländliche Bevölkerung verteilt, der Rest – wie auch die Weideflächen – wurde den ländlichen Gemeindeverwaltungen unterstellt, damit sie durch Pachteinnahmen bzw. Nutzungsgebühren eine eigene Finanzquelle haben. 85 % der landwirtschaftlichen Produktion stammen mittlerweile aus Privatbetrieben. In der kirgisischen Landwirtschaft sind nach dem starken Rückgang im Zuge des Zusammenbruchs der UdSSR seit einigen Jahren wieder Zuwächse zu verzeichnen, und die Gesamtproduktion liegt heute deutlich über der der letzten Sowjetjahre. Angebaut werden in den Tälern vorwiegend Weizen, Kartoffeln, Zuckerrüben und Gemüse, im Süden außerdem Tabak und Baumwolle. Problematisch für die Landwirtschaft sind das unbeständige Wetter, zahlreiche Naturkatastrophen und die Knappheit von Düngemitteln, Maschinen und Treibstoff.

### Dienstleistungen
Mit über 35 % trägt der Dienstleistungssektor seit einiger Zeit in einem höheren Maße zum BIP bei als die lange dominierende Landwirtschaft. Die Liberalisierung der kirgisischen Wirtschaft führte zum Entstehen unzähliger Familienbetriebe im Einzelhandels- und Nahrungsmittelgewerbe.

### Tourismus
Kirgisistan ist touristisch bislang wenig erschlossen. Tourismus findet vor allem in Spezialsegmenten auf niedrigem Niveau statt. So ist das Land bei Extremtourenfahrern ein beliebtes Abenteurerziel. Gleichfalls hat das Land bei Spezialveranstaltern für Studien-, Ethno- und Jagdreisen seinen festen Platz. Mitte der 1990er Jahre engagierten sich die Schweizer Helvetas, eine halbstaatliche Entwicklungsorganisation, und die deutsche GIZ, um in der Region Bischkek, dem Yssyk-Köl und im kasachisch-chinesischen Länderdreieck hochpreisigen, sanften Agro- und Aktivtourismus bei Nomaden zu implementieren. Zielgruppe waren Westeuropäer und Japaner. Zu dieser Zeit trat das Land auf großen Touristikmessen wie der ITB auf und bewarb seine Visumfreiheit und demokratischen Strukturen als Schweiz Asiens, meinte damit aber lediglich den Norden bis zum Kasarman-Pass. Der Süden des Landes war zu dieser Zeit der Bischkeker Zentralregierung durch Unruhen in Osch und Dschalal-Abad sowie einsickernde Mudschahedin, die ihre Drogenrouten durch Geiselnahmen ausländischer Expats absicherten, weitgehend entzogen. Die Tulpenrevolution 2005 versetzte den touristischen Bestrebungen einen Rückschlag. So beschränkt sich der Fremdenverkehr nach 2010 größtenteils auf die jährlich etwa 400.000 Besucher aus den ehemaligen Sowjetrepubliken und auf junge Abenteuer- und ältere Studientouristen.
Das bekannteste Ziel ist der See Yssyk-Köl im Norden des Landes. 2006 und 2007 kamen mehr als eine Million Besucher an den See, die meisten aus den ehemaligen Sowjetstaaten. Die beliebtesten Strände sind in der Umgebung der Städte Cholpon-Ata, Kara-Oi (Dolinka), Bosteri und Korumdy. Die umliegenden Berge und Gletscher sind Ziel von Trekkingtouren. Bei ambitionierten Bergsteigern beliebt sind die drei Siebentausender des Landes, vor allem der Pik Lenin, der auf seiner Normalroute als „leichtester“ Siebentausender der Erde gilt.

### Bergbau
Kirgisistan hat reiche Vorkommen an mineralischen Bodenschätzen. Die Lagerstätten an Erdgas, Erdöl und Kohle sind hingegen unbedeutend. Das ohnehin beschränkte Potenzial kann aufgrund mangelnder und mangelhafter Anlagen nicht optimal genutzt werden.
Kirgisistan besitzt Uranvorkommen; eine Anlage zur Herstellung von angereichertem Uran ist in Planung. Diese soll von einem russisch-kasachisch-kirgisischen Joint Venture erstellt und betrieben werden; die Gelder kommen zum Großteil aus Russland. Ein erhebliches Problem, das dringend gelöst werden muss, sind die vielen ungesicherten nuklearen Abfalllager aus sowjetischer Zeit; die Weltbank hat 2004 mit einem ersten Projekt diese Problematik in Angriff genommen.

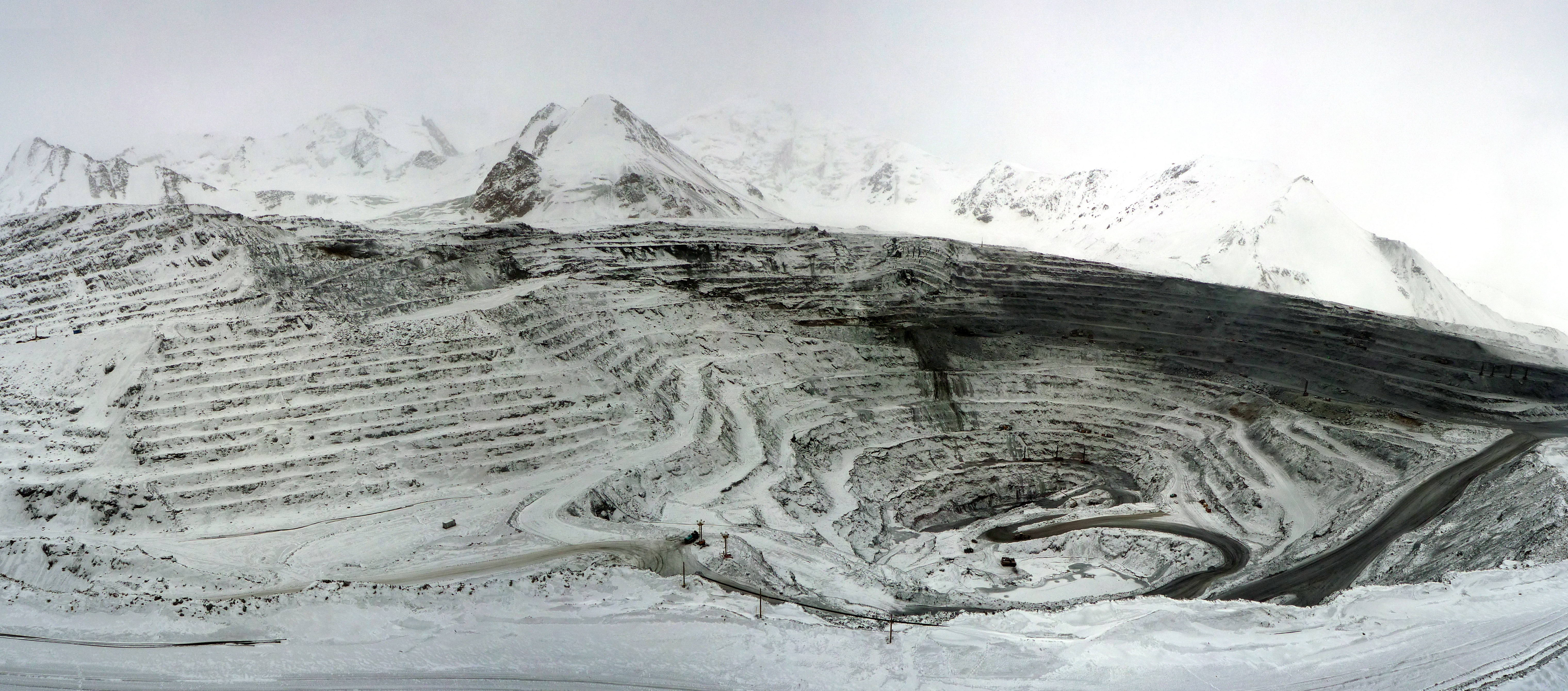
Blick in die Kumtor-Mine

Des Weiteren besitzt Kirgisistan enorme Vorkommen an Seltenen Erden und Gold. In internationalen Geologenkreisen nennt man die Region „Tien Shan Gold Belt“. Sie erstreckt sich über Kirgisistan, Usbekistan und Tadschikistan. Das Kumtor-Vorkommen mit 18 Millionen Unzen Gold zählt mit zu den größten Goldvorkommen der Welt; es wird vom kanadischen Unternehmen Centerra ausgebeutet. Weitere große Vorkommen: Jerooy (5,6 Millionen Unzen), Taldy-Balak (4,1 Millionen Unzen), Chaarat (4 Millionen Unzen), Kuru-Tegerek (3 Millionen Unzen).

### Industrie
Weitere 15 % des BIP bildet die Industrie, vorrangig die Gewinnung von Gold und in geringerem Ausmaß Antimon aus Minen in den abgelegenen Bergregionen des Landes. Die staatseigene Gesellschaft Kyrgysaltyn überwacht die Tätigkeiten aller Minen.
Mit Ausnahme der Textil- und Nahrungsmittelindustrie können andere Industriebranchen kein oder kaum Wachstum seit den frühen 1990er Jahren nachweisen; im Vergleich zu den anderen GUS-Staaten war der Rückgang der Industrieproduktion um 70 % deutlich.

### Wirtschaftsbeziehungen
Als erster GUS-Staat und erster Staat Zentralasiens wurde Kirgisistan 1998 Mitglied der Welthandelsorganisation (WTO) und blieb bis 2015 einziges zentralasiatisches Mitglied. Geschichte und isolierte Lage des Landes binden es aber weiterhin eng an die anderen ehemaligen Sowjetrepubliken. Die Auslandsverschuldung beläuft sich auf eine Milliarde Euro (das entspricht 85 % des BIP) und ist vor allem auf schlecht geplante und durchgeführte Investitionsprogramme zurückzuführen, die mit ausländischen (insbesondere türkischen und russischen) Krediten in den ersten Jahren der Unabhängigkeit finanziert wurden. Ziel der Regierung war es daher, ausländische Direktinvestitionen ins Land zu bekommen sowie den Exportsektor jenseits des traditionellen Goldexports auszubauen. Dieser sorgt für 40 % der Exporteinnahmen und sogar für über zwei Drittel der Einnahmen aus Exporten in Nicht-GUS-Staaten. Importiert wird hauptsächlich aus China, daneben aus Russland. Chinesische Produkte werden hier weiterverarbeitet und dann exportiert. Kasachstan entwickelte sich zum Hauptexportmarkt zu Lasten Usbekistans, mit dem es wiederholt zu Grenzstreitigkeiten gekommen ist.
Seit dem 12. August 2015 ist Kirgisistan Mitglied der Eurasischen Wirtschaftsunion.

### Staatshaushalt
Der Staatshaushalt umfasste 2016 Ausgaben von umgerechnet 2,35 Mrd. US-Dollar, dem standen Einnahmen von umgerechnet 2,04 Mrd. US-Dollar gegenüber. Daraus ergibt sich ein Haushaltsdefizit in Höhe von 4,8 % des BIP. Die Staatsverschuldung lag 2016 bei 58,5 % des BIP.
2020 betrug der Anteil der Staatsausgaben (in % des BIP) folgender Bereiche:
- Gesundheit: 5,3 %
- Bildung: 6,2 %
- Militär: 1,5 % (2022)

## Verkehr

### Nahverkehr
Der ÖPNV wird meist durch zahlreiche private Minibusse (sogenannte Marschrutki) gewährleistet. Diese verkehren zwar offiziell auf Linien mit Haltestellen, fungieren aber meistens als Sammeltaxis. Dazu kommen in größeren Städten öffentlich betriebene Stadtbuslinien. In den Städten Bischkek, Osch und Naryn gibt es daneben auch Oberleitungsbussysteme.

### Straße

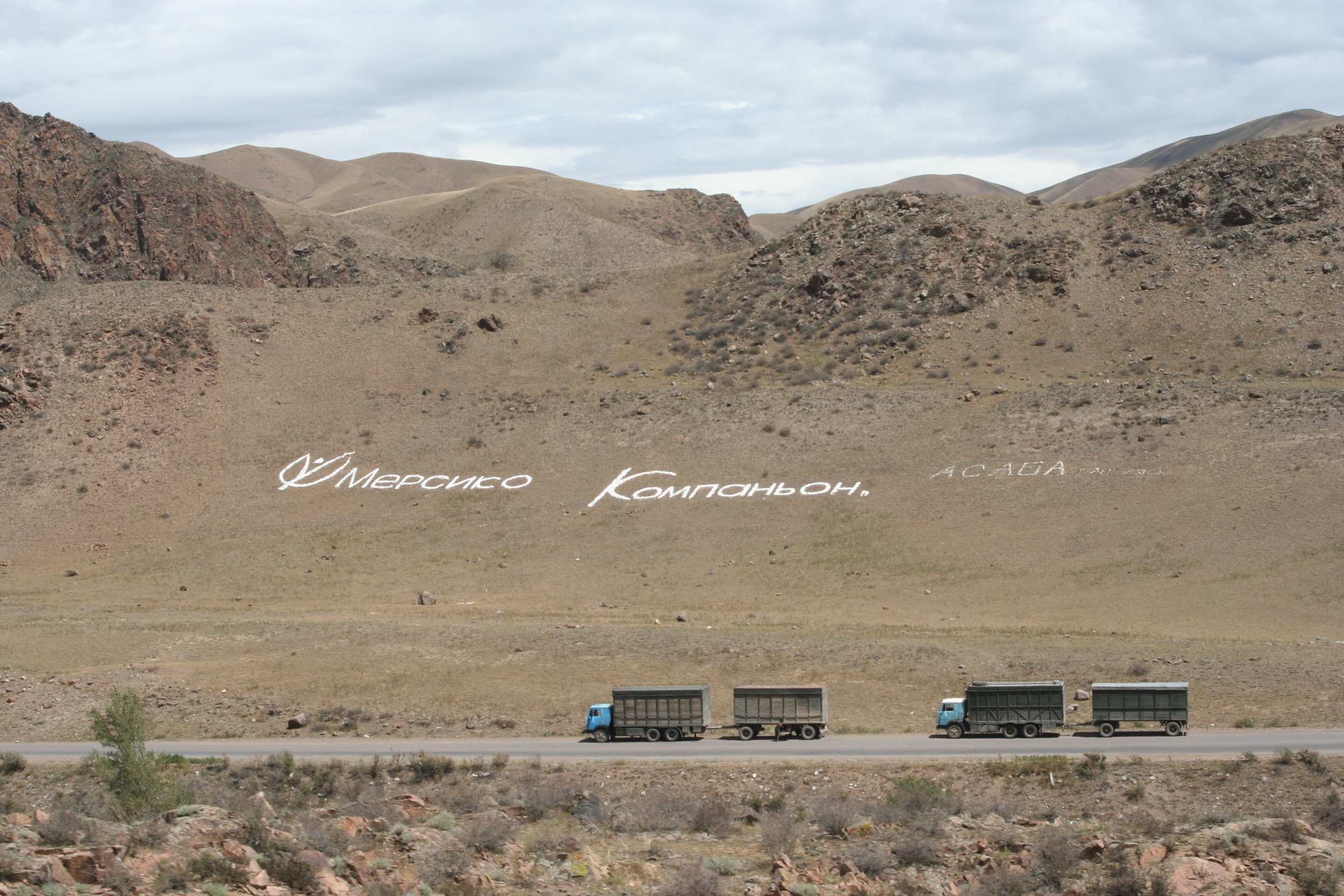
Straße im Landesinneren, ca. 300 km von Bischkek entfernt

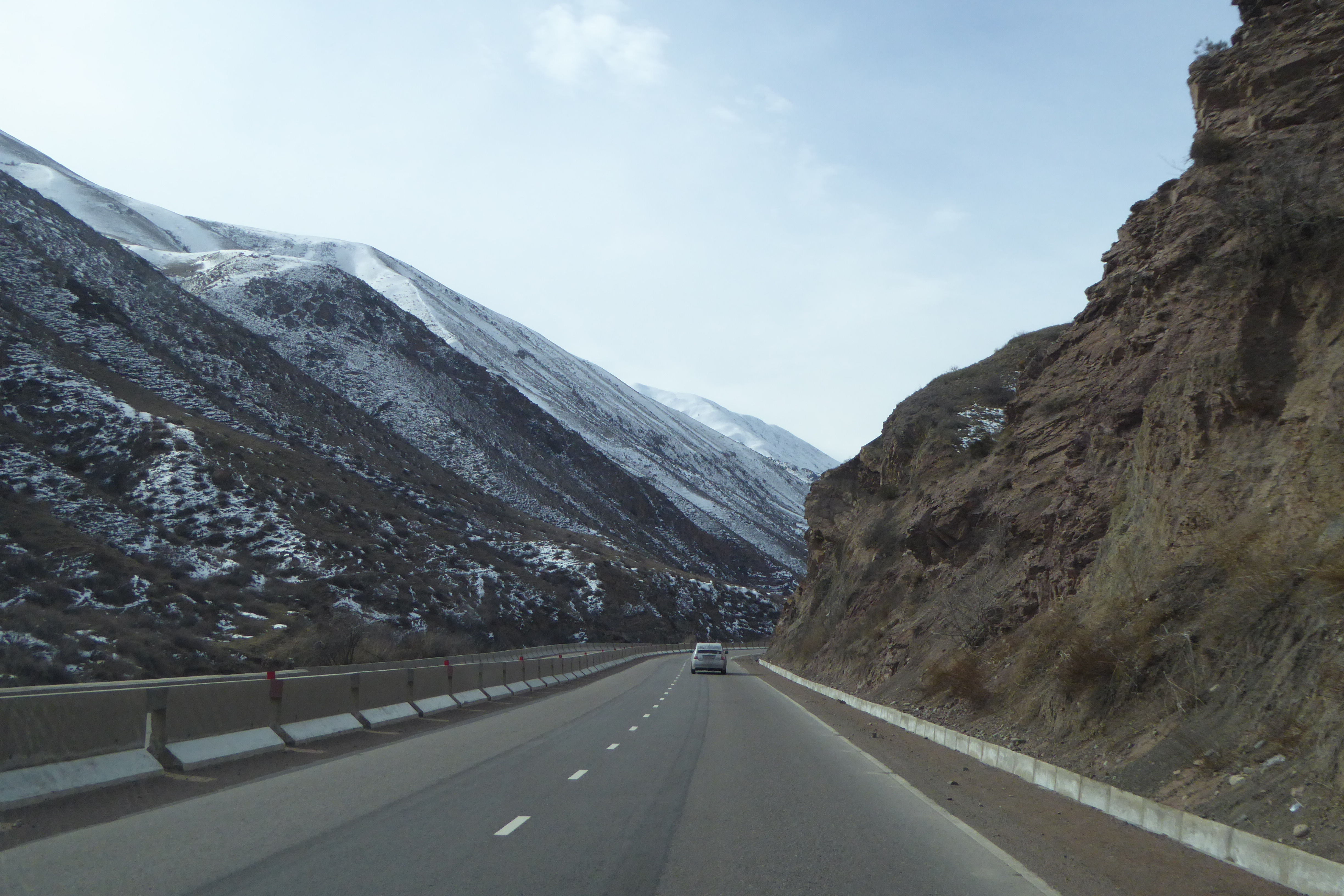
A365 zwischen Balyktschy und Orlowka

Hochgebirge trennen den Norden und den Süden Kirgisistans. Die Verkehrsverbindungen sind grundsätzlich mangelhaft, abgesehen von der Gegend um Bischkek. Eine ganzjährig benutzbare Straßenverbindung von Bischkek in den Süden besteht erst seit 2003. In den Gebieten Osch, Batken und Dschalal-Abad sind die Hauptdurchgangsstraßen durch häufige Grenzübergänge durch usbekisches und tadschikisches Gebiet behindert, da der Straßenbau während der Sowjetzeit ohne Berücksichtigung administrativer Grenzen ausgeführt wurde. Es gibt zwei Straßenverbindungen nach China – den Torugart-Pass und die Route über Irkeschtam –, die im Winter häufig durch schwere Schneefälle und Lawinen blockiert sind.
Die Nummerierung der Hauptstraßen entspricht noch der sowjetischen Nummerierung. Es handelt sich dabei um: M39, M41 (Teil des Tian-Shan- sowie des Pamir-Highways)
A361, A362, A363, A364, A365, A366, A367, A371, A372, A373.
Asienstraßen: AH5, AH 7, AH 61, AH65 – insges. 1.695 km.
Europastraßen: E40, E60, E125, E007, E010, E011.
Siehe auch Liste der Passstraßen in Kirgisistan

### Luftverkehr
Kirgisistan verfügt über vier internationale Flughäfen: den Flughafen Manas bei der Hauptstadt Bischkek, den Flughafen Osch, den Flughafen Karakol und den Flughafen Tamtschi-Yssyk-Köl nördlich des Issyk Kul (seit 2014).

### Schiene

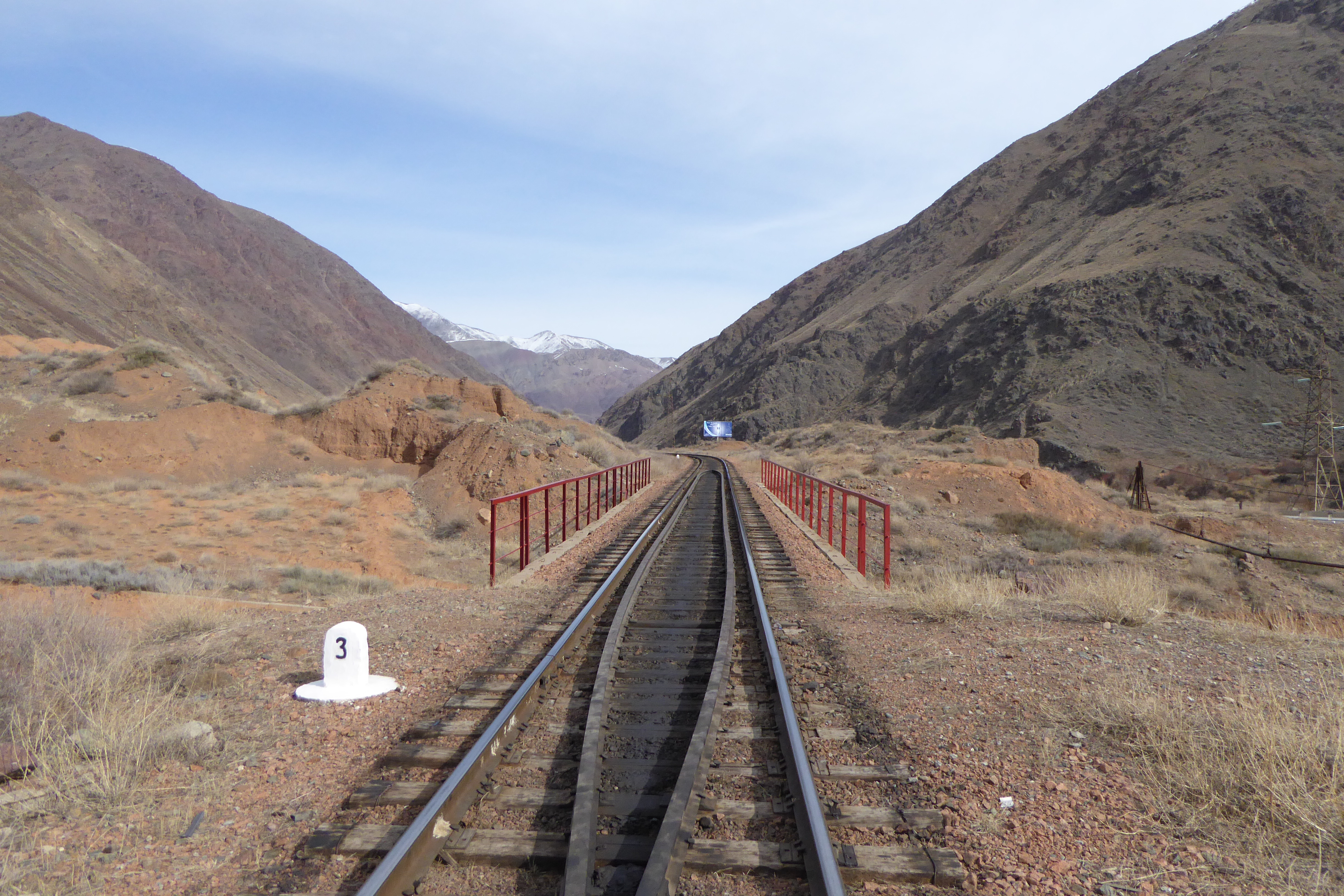
Bahnstrecke Bischkek–Balyktschy bei Orlowka

Das winzige Schienennetz – im Grunde lediglich letzte Ausläufer des ehemaligen sowjetischen Eisenbahnnetzes und heute durch die Grenzen mit Kasachstan und Usbekistan durchschnitten – hat eine Länge von nur rund 370 km und spielt kaum eine Rolle im inländischen Verkehr. Die eingleisige, nicht elektrifizierte Zweigstrecke der Turksib von Lugowoi über Bischkek nach Balyktschy stellt die einzige längere Strecke der Kirgisischen Staatseisenbahn (kirgisisch Кыргыз Темир Жолу/Kyrgys Temir Dscholu) dar. Allerdings bestehen fahrplanmäßige Personen- und Frachtverbindungen von Bischkek bis nach Moskau, Nowokusnezk und Jekaterinburg.
Die Regierungen der Volksrepublik China, Kirgisistans und Usbekistans streben eine neue, 523 km lange Bahnstrecke an, die die bisherige Eisenbahn-Verbindung zwischen China und Usbekistan um 900 km verkürzen und auch dem Verkehr der Neuen Seidenstraße dienen soll. Diese Bahnstrecke Kaschgar–Andijon soll über die Bahnstrecke Balyktschy–Kara-Ketsche mit dem bestehenden Streckennetz verknüpft werden.

### Wasser
Auf dem See Yssyk-Köl besteht geringer Schiffsverkehr.
Die öffentliche Wasserversorgung ist im ganzen Land unzureichend. Selbst Gemeinden, die nahe am Yssyk-Köl liegen, haben teilweise nur wenige Stunden am Tag fließendes Wasser. Spannungen bietet zudem die Toktogul-Talsperre. Die Talsperre liegt nahe an der Grenze zu Usbekistan. Deshalb kommt deren Nutzen – Bewässerung und Hochwasserschutz – hauptsächlich Usbekistan zugute, wird aber von Kirgisistan kontrolliert. Aus diesem Grunde gibt es vertragliche Vereinbarungen, aber auch Auseinandersetzungen zwischen beiden Nachbarländern.

## Kultur

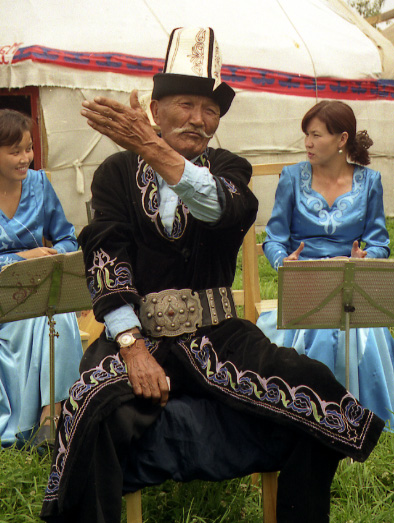
Kirgisischer Manastschi beim Rezitieren des Manas-Epos

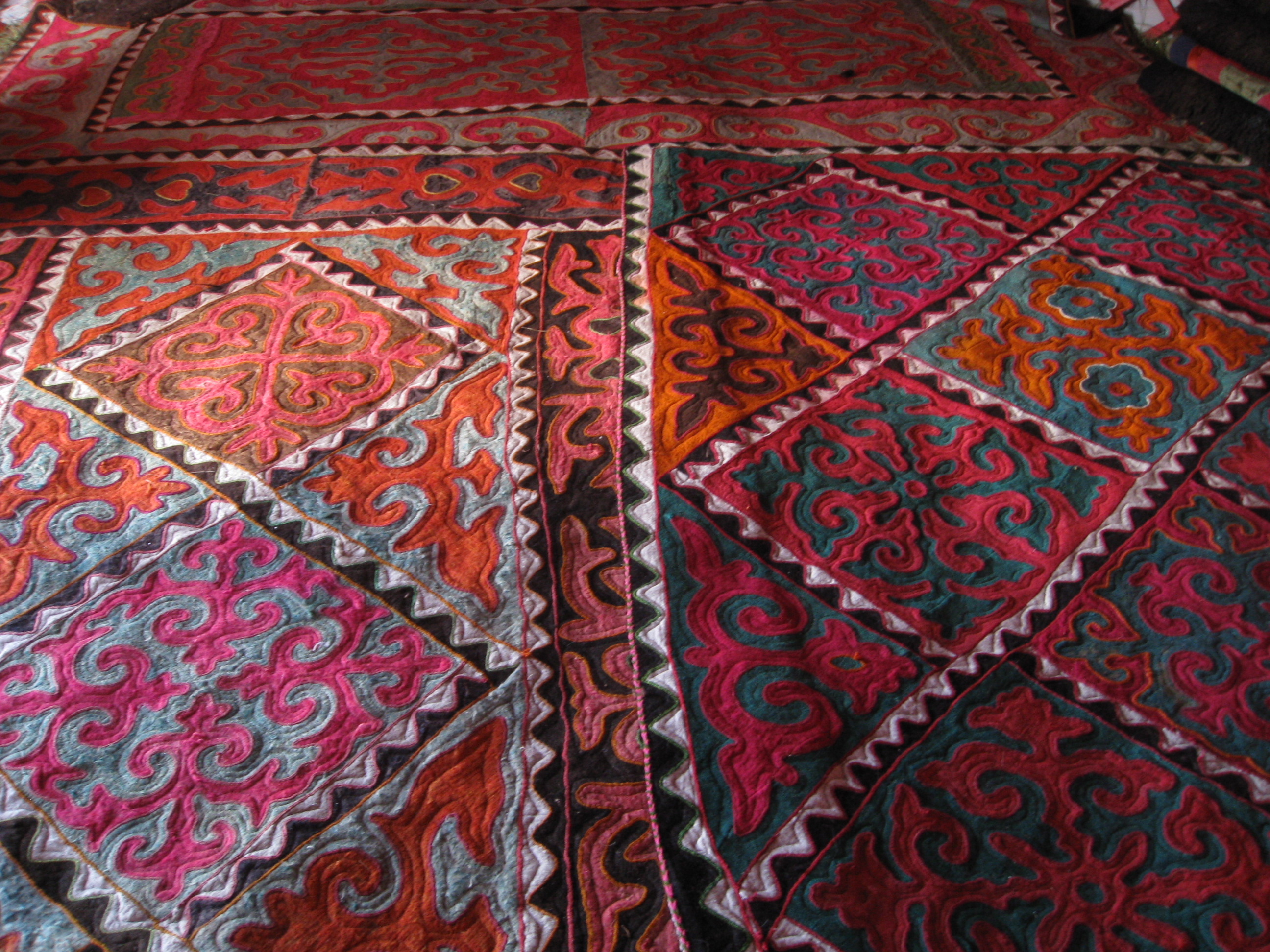
Ein Filzteppich mit Mustern in traditionell kirgisischem Stil

Einen zentralen Platz in der kirgisischen Kultur nehmen Pferdezucht und Jurte ein. Der Stellenwert der Jurte lässt sich leicht an der Tatsache ablesen, dass die Nationalflagge das Gestänge einer Jurte um die obere Rauchabzugsöffnung (den Tündük) darstellt. Die Strahlen im Kreis stellen die verschiedenen kirgisischen Stämme dar, die sich unter Manas vereinigt haben.
Filz- und Lederbearbeitung haben eine lange Tradition. Aus Filz werden Filzteppiche, sogenannte Shyrdaks hergestellt.
Die Falkenjagd, insbesondere mit Adlern, wie auch die Jagd mit Windhunden (insbesondere mit dem einheimischen Taigan) hat auch eine lange Tradition im Land.
Beschbarmak ist das Nationalgericht Kirgisistans, aber auch Mantı und Plov spielen eine wichtige Rolle in der kirgisischen Küche. Irmtschuk ist ein von den Kirgisen hergestellter Käse aus Ziegen-, Schaf- oder Stutenmilch mit hohem Nährwert. Das Nationalgetränk ist vergorene Stutenmilch (Kumys).

### Musik
Die gesungenen Lieder (yr) der kirgisischen Volksmusik werden nach ihren sozialen Anlässen unterteilt. Zum Bereich Landwirtschaft gehörende Arbeitslieder richten sich an die Schutzgeister von Ackerbau und Viehzucht, andere sind Hirtenlieder oder Erntelieder. Religiöse Lieder mit Versen aus dem Koran im Monat Ramadan heißen zharamazan, Klagelieder bei Beerdigungen heißen koshok und Hochzeitslieder zhar-zhar. Bestimmte Lieder werden nur von berufsmäßigen Volkssängern (akyn) gesungen, die sich mit der Langhalslaute komuz begleiten. Die akyn beweisen ihre stimmliche Virtuosität und ihr Improvisationstalent in Gesangswettbewerben.
Die dreisaitige komuz mit einem birnenförmigen Korpus gilt als das Nationalinstrument der Kirgisen und wird außer zur Gesangsbegleitung auch solistisch gespielt. Die kyjak (kiak oder kyl kyjak) ist eine zweisaitige Streichlaute, die der kasachischen kobys entspricht. Der Namenszusatz kyl („Pferdehaar“) verweist auf die aus Pferdehaar bestehenden Saiten, die mit einem ebensolchen Bogen gestrichen werden. Zur Unterscheidung von der Laute komuz wird die Bügelmaultrommel temir komuz („eiserne komuz“) genannt. Die temir komuz wird häufig mit einer zweiten Maultrommel oder der Längsflöte sybyzgy aus Rohr oder Holz zusammen gespielt. Das Doppelrohrblattinstrument surnaj gehört zu dem in Asien weit verbreiteten Kegeloboentyp surnay. Die surnaj wurde aus der früheren Militärmusik übernommen, wie die zum Typus der langen geraden Naturtrompete karna gehörende kernej und die kleine Kesseltrommel doolbas.

### Medien
Bei der Situation der Pressefreiheit im Land gibt es laut der Nichtregierungsorganisation Reporter ohne Grenzen „erkennbare Probleme“. Im Jahr 2023 ist Kirgisistan auf der Liste der Pressefreiheit von Platz 72 um 50 Plätze auf Rang 122 (von 180) abgestürzt. Hauptgründe dafür sind ein Gesetz gegen „Falschinformationen“, das genutzt wurde, um im Oktober 2022 Azattyk, den kirgisischen Dienst von Radio Free Europe abzuschalten, die zunehmenden Angriffe gegen Journalisten ebenfalls seit 2022, sowie staatliche Zensur von Nachrichtenplattformen und sozialen Netzwerken im Internet.
In Kirgisistan gibt es vier landesweit erscheinende Tageszeitungen. Im Jahr 2020 nutzten 72 Prozent der Einwohner Kirgisistans das Internet. Rundfunksender sind mit Audio-/Video-Streams im Internet unter ktrk.kg vertreten. Auf Kurzwelle sind Sendungen des ersten Programms von Kyrgyz Radio Bishkek auch auf den Frequenzen 4010 und 4795 kHz in den Nachmittags-/Abendstunden in Mitteleuropa gelegentlich zu empfangen.
Ein Fernsehvollprogramm liefern unter anderem die beiden Fernsehsender ElTR und OshTV.

### Sport
Pferdewettkämpfe sind in Kirgisistan populär. Beim Oodarysch versuchen zwei Reiter, sich gegenseitig vom Pferd zu werfen. Bei einem anderen Spiel muss man um einen toten Ziegenbock kämpfen, um ihn ins Ziel zu bringen.
Die Kirgisen konnten seit ihrer Unabhängigkeit bisher vier olympische Medaillenträger feiern. Die mit 48 Aktiven bislang größte Olympiamannschaft stellte Kirgisistan 2000 in Sydney; zu den Sommerspielen 2016 in Rio de Janeiro sandte Kirgisistan 19 Athleten.
Special Olympics Kirgisistan wurde 1991 gegründet und nahm mehrmals an Special Olympics Weltspielen teil.
Die Kirgisische Fußballnationalmannschaft der Männer konnte sich bisher nicht für eine Weltmeisterschaft qualifizieren. 2019 nahm sie erstmals an der Endrunde der Asienmeisterschaft teil, wo sie nach beachtlicher Turnierleistung im Achtelfinale mit 2:3 nach Verlängerung gegen die Gastgeber aus den VAE ausschied. Nationalstadion ist das Dolen-Omurzakov-Stadion in Bischkek.
Im Jahre 2015 nahm erstmals die kirgisische E-Sports-Nationalmannschaft der Sparte Counter-Strike: Global Offensive an „The World Championships“ teil.